# Armorial de la péninsule Ibérique
- quelques blasons ne sont pas référencés.
- certaines figures sont encore dans un format bitmap et doivent être vectorisées.

Cette page donne les armoiries (figures et blasonnements) des royaumes et des fiefs de la péninsule Ibérique (Espagne et Portugal).

## Royaume d'Espagne
| Figure | Blasonnement |
| ------ | --- |
|        | Royaume d'Espagne (armes nationales) Écartelé au 1 de gueules au château d'or ouvert et ajouré d'azur, au 2 d'argent au lion de pourpre armé, lampassé et couronné d'or, au 3 d'or aux quatre pals de gueules, au 4 de gueules aux chaînes d'or posées en orle, en croix et en sautoir, chargées en cœur d'une émeraude au naturel, accompagné en pointe d'argent à une pomme grenade de gueules tigé et feuillé de sinople et sur le tout d'azur aux trois fleurs de lys d'or à la bordure de gueules. |
|        | La loi a prescrit une représentation unique et logotypique des armoiries, mais certains héraldistes lui préfèrent une représentation plus en conformité avec les traditions du dessin héraldique espagnol. |

### Variantes Institutionnelles
| Figure | Blasonnement |
| ------ | --- |
|        | Sénat Écartelé au 1 de gueules au château d'or couvert et ajouré d'azur, au 2 d'argent au lion de pourpre armé, lampassé et couronné d'or, au 3 d'or aux quatre pals de gueules, au 4 de gueules aux chaînes d'or posées en orle, en croix et en sautoir, chargées en cœur d'une émeraude au naturel, accompagné en pointe d'argent à une pomme grenade de gueules tigé et feuillé de sinople et sur le tout d'azur aux trois fleurs de lys d'or à la bourdure de gueules. |
|        | Congrès des députés Coupé de deux : en I, parti de trois : en 1, d'or à quatre pals de gueules, en 2, écartelé en sautoir d'or aux quatre pals de gueules et d'argent à l'aigle de sable, en 3, de gueules à la fasce d'argent et en 4, d'azur semé de fleurs de lys d'or à la bordure componée d'argent et de gueules ; en II, parti d'or à six fleurs de lys d'azur posées 3, 2 et 1 (ou 1,2,2,1) et d'or à six tourteaux mis en orle, cinq de gueules, celui en chef d'azur chargé de trois fleurs de lis d'or ; en III, parti bandé d'or et d'azur de six pièces, à la bordure de gueules et de sable, au lion d'or, armé et lampassé de gueules ; enté en pointe parti d'or, au lion de sable, armé et lampassé de gueules et d'argent à l'aigle éployé de gueules, membré et becqué d'or ; sur-le-tout, écartelé en 1 et 4, de gueules au château d'or ouvert et ajouré d'azur et en 2 et 3 d'argent au lion de pourpre armé, lampassé et couronné d'or, enté en pointe du sur-le-tout d'argent à une pomme grenade de gueules, tigée et feuilleté de sinople ; sur-le-tout-du-tout d'azur aux trois fleurs de lys d'or à la bordure de gueules . |
|        | Conseil d'État Écartelé au 1 de gueules au château d'or couvert et ajouré d'azur, au 2 d'argent au lion de pourpre armé, lampassé et couronné d'or, au 3 d'or aux quatre pals de gueules, au 4 de gueules aux chaînes d'or posées en orle, en croix et en sautoir, chargées en cœur d'une émeraude au naturel, accompagné en pointe d'argent à une pomme grenade de gueules tigé et feuillé de sinople et sur le tout d'azur aux trois fleurs de lys d'or à la bourdure de gueules. |
|        | Conseil général du pouvoir judiciaire Écartelé au 1 de gueules au château d'or couvert et ajouré d'azur, au 2 d'argent au lion de pourpre armé, lampassé et couronné d'or, au 3 d'or aux quatre pals de gueules, au 4 de gueules aux chaînes d'or posées en orle, en croix et en sautoir, chargées en cœur d'une émeraude au naturel, accompagné en pointe d'argent à une pomme grenade de gueules tigé et feuillé de sinople et sur le tout d'azur aux trois fleurs de lys d'or à la bourdure de gueules. |
|        | Variante de l'insigne judiciaire |
|        | Service de surveillance douanière Écartelé au 1 de gueules au château d'or couvert et ajouré d'azur, au 2 d'argent au lion de pourpre armé, lampassé et couronné d'or, au 3 d'or aux quatre pals de gueules, au 4 de gueules aux chaînes d'or posées en orle, en croix et en sautoir, chargées en cœur d'une émeraude au naturel. |
|        | Corps supérieur des avocats de l'État |
|        | Conseil général des avocats Écartelé au 1 de gueules au château d'or couvert et ajouré d'azur, au 2 d'argent au lion de pourpre armé, lampassé et couronné d'or, au 3 d'or aux quatre pals de gueules, au 4 de gueules aux chaînes d'or posées en orle, en croix et en sautoir, chargées en cœur d'une émeraude au naturel, accompagné en pointe d'argent à une pomme grenade de gueules tigé et feuillé de sinople et sur le tout d'azur aux trois fleurs de lys d'or à la bourdure de gueules. |
|        | Conseil général des huissiers de justice Écartelé au 1 de gueules au château d'or couvert et ajouré d'azur, au 2 d'argent au lion de pourpre armé, lampassé et couronné d'or, au 3 d'or aux quatre pals de gueules, au 4 de gueules aux chaînes d'or posées en orle, en croix et en sautoir, chargées en cœur d'une émeraude au naturel, accompagné en pointe d'argent à une pomme grenade de gueules tigé et feuillé de sinople et sur le tout d'azur aux trois fleurs de lys d'or à la bourdure de gueules. |

### La famille royale
| Figure | Blasonnement |
| ------ | --- |
|        | Felipe VI, roi d'Espagne Ecartelé au 1 de gueules au château d'or couvert et ajouré d'azur, au 2 d'argent au lion de pourpre armé, lampassé de gueules et couronné d'or, au 3 d'or aux quatre pals de gueules, au 4 de gueules aux chaînes d'or posées en orle, en croix et en sautoir, chargées en cœur d'une émeraude au naturel, accompagné en pointe d'argent à une pomme grenade de gueules tigé et feuillé de sinople et sur le tout d'azur aux trois fleurs de lys d'or à la bourdure de gueules. |
|        | Letizia Ortiz, reine d'Espagne (Blason officieux) parti en I, écartelé au 1 de gueules au château d'or couvert et ajouré d'azur, qui est de Castille, au 2 d'argent au lion de pourpre armé, lampassé de gueules et couronné d'or, qui est de León, au 3 d'or aux quatre pals de gueules, qui est de Aragon, au 4 de gueules aux chaînes d'or posées en orle, en croix et en sautoir, chargées en cœur d'une émeraude au naturel, qui est de Navarre, accompagné en pointe d'argent à une pomme grenade de gueules tigé et feuillé de sinople, qui est de Grenade et sur le tout d'azur aux trois fleurs de lys d'or à la bourdure de gueules, qui est d'Anjou; et en II, écartelé en 1 et 4 d'azur à une étoile (8) d'or, à la bordure échiqueté de deux tires d'argent et de gueules, qui est de Ortiz, en 2 et 3 d'or, à la rose de gueules, boutonnée et pointée de sinople, qui est de Rocasolano,. |
|        | Leonor de Borbón y Ortiz, princesse des Asturies Ecartelé au 1 de gueules au château d'or couvert et ajouré d'azur, au 2 d'argent au lion de pourpre armé, lampassé de gueules et couronné d'or, au 3 d'or aux quatre pals de gueules, au 4 de gueules aux chaînes d'or posées en orle, en croix et en sautoir, chargées en cœur d'une émeraude au naturel, accompagné en pointe d'argent à une pomme grenade de gueules tigé et feuillé de sinople et sur le tout d'azur aux trois fleurs de lys d'or à la bourdure de gueules, au lambel d'azur posé sur le tout. |
|        | Roi Juan Carlos Écartelé au 1 de gueules au château d'or couvert et ajouré d'azur, au 2 d'argent au lion de gueules armé, lampassé et couronné d'or, au 3 d'or aux quatre pals de gueules, au 4 de gueules aux chaînes d'or posées en orle, en croix et en sautoir, chargées en cœur d'une émeraude au naturel, accompagné en pointe d'argent à une pomme grenade de gueules tigé et feuillé de sinople et sur le tout d'azur aux trois fleurs de lys d'or à la bourdure de gueules. |
|        | La reine Sofía (Blason officieux) Parti en I, écartelé au 1 de gueules au château d'or couvert et ajouré d'azur, qui est de Castille, au 2 d'argent au lion de gueules armé, lampassé et couronné d'or, qui est de León, au 3 d'or aux quatre pals de gueules, qui est de Aragon, au 4 de gueules aux chaînes d'or posées en orle, en croix et en sautoir, chargées en cœur d'une émeraude au naturel, qui est de Navarre, accompagné en pointe d'argent à une pomme grenade de gueules tigé et feuillé de sinople, qui est de Grenade et sur le tout d'azur aux trois fleurs de lys d'or à la bourdure de gueules, qui est d'Anjou et en II, d'azur, à la croix alésée d'argent, qui est de Grèce, sur-le-tout écartelé à la croix pattée d'argent bordée de gueules, qui est le Danebrog, cantonnée en 1, d'or, à neuf cœurs de gueules, posés en trois pals, à trois lions léopardés d'azur, armés et lampassés de gueules, couronnés du champ, brochant sur-le-tout, qui est de Danemark; en 2, d'or, à deux lions léopardés d'azur, armés et lampassés de gueules, qui est de Schleswig; en 3, coupé : (A) d'azur, à trois couronnes d'or, qui est de Suède moderne; (B), parti : a, d'Islande ancien; b, coupé de Feroë et de Groenland; en 4 coupé du Royaume des Goths et du Royaume des Vandales; sur-le-tout écartelé de gueules, à la feuille d'ortie d'argent, qui est de Holstein, de gueules, au cygne d'argent, becqué, membré et colleté d'une couronne d'or, qui est de Storman, de gueules, au cavalier armé d'argent, qui est de Ditmarsie et de Lauenbourg. sur-le-tout-du-tout parti d'or, à deux fasces de gueules, qui est de Oldenbourg et d'azur, à la croix pattée, au pied fiché, d'or, qui est de Delmenhorst,. |
|        | L'infante Elena de Borbón y Grecia, duchesse de Lugo avant 2001 : (Blason officieux) Ecartelé au 1 de gueules au château d'or couvert et ajouré d'azur, au 2 d'argent au lion de gueules armé, lampassé et couronné d'or, au 3 d'or aux quatre pals de gueules, au 4 de gueules aux chaînes d'or posées en orle, en croix et en sautoir, chargées en cœur d'une émeraude au naturel, accompagné en pointe d'argent à une pomme grenade de gueules tigé et feuillé de sinople et sur le tout d'azur aux trois fleurs de lys d'or à la bourdure de gueules[réf. nécessaire]. 2001- : (Blason officieux) Ecartelé au 1 de gueules au château d'or couvert et ajouré d'azur, au 2 d'argent au lion pourpre armé, lampassé de gueules et couronné d'or, au 3 d'or aux quatre pals de gueules, au 4 de gueules aux chaînes d'or posées en orle, en croix et en sautoir, chargées en cœur d'une émeraude au naturel, accompagné en pointe d'argent à une pomme grenade de gueules tigé et feuillé de sinople et sur le tout d'azur aux trois fleurs de lys d'or à la bourdure de gueules, au lambel d'azur brochant sur la partition le deuxième lambel chargé d'un calice d'or surmonté d'une hostie d'argent, qui est de Lugo,. |
|        | Don Jaime de Marichalar, duc de Lugo (de 1995 à 2010) Écartelé en 1 et 4 contre-écartelé en 1 et 4, un loup passant et contourné de sable armé et lampassé de gueules, brochant sur un arbre de sinople, posé sur une terrasse de même, qui est traditionnel de Marichalar et en 2 et 3 d'argent à un aigle bicéphale de sable surmonté d'une couronne d'or à la bourdure de gueules chargée de huit châteaux d'or et de la devise Fidele Deo, Regis et Patriae de même, qui est du lignage de San Clemente ; sur le tout, d'or à trois faces de gueules posés entre les deux premiers fasces, qui est la branche Isabelliste de Marichalar et en 2 et 3 contre-écartelé à la croix ancrée d'or et à la bourdure de même chargée de treize croix de saint Jacques brochantes sur coquilles d'azur en 1 de sinople deux châteaux d'or, supportant un drapeau de d'argent à la croix de gueules, au 2 d'azur deux croissants couchés d'argent accompagnées de treize étoiles d'or mis en orle, au 3 d'argent au lion de gueules armé, lampassé et couronné d'or, au 4 d'argent à l'arbre de sinople, terrassé du même, et un ours passant au naturel brochant sur le fût et attaché à l'arbre par une chaîne d'argent, qui est des chevaliers de la Seigneurie des Terrains de Tejada.[réf. nécessaire]. |
|        | Don Felipe de Marichalar y Borbón, grand d’Espagne Écartelé en I et IV parti en 1 contre-écartelé en 1 et 4, un loup passant et contourné de sable armé et lampassé de gueules, brochant sur un arbre de sinople, posé sur une terrasse de même, qui est traditionnel de Marichalar et en 2 et 3 d'argent à un aigle bicéphale de sable surmonté d'une couronne d'or à la bourdure de gueules chargée de huit châteaux d'or, qui est du lignage de San Clemente ; sur le tout, d'or à trois faces de gueules posés entre les deux premiers fasces, qui est la branche Isabelliste de Marichalar et en 2 d'azur aux trois fleurs de lys d'or à la bourdure de gueules, qui est d'Anjou et en II et III contre-écartelé à la croix ancrée d'or et à la bourdure de même chargée de treize croix de saint Jacques brochantes sur coquilles d'azur en 1 de sinople deux châteaux d'or, supportant un drapeau de d'argent à la croix de gueules, au 2 d'azur deux croissants couchés d'argent accompagnées de treize étoiles d'or mis en orle, au 3 d'argent au lion de gueules armé, lampassé et couronné d'or, au 4 d'argent à l'arbre de sinople, terrassé du même, et un ours passant au naturel brochant sur le fût et attaché à l'arbre par une chaîne d'argent, qui est des chevaliers de la Seigneurie des Terrains de Tejada.[réf. nécessaire]. |
|        | Doña Victoria de Marichalar y Borbón, grande d’Espagne Écartelé en 1 et 4 contre-écartelé au canton d'azur aux trois fleurs de lys d'or à la bourdure de gueules, qui est d'Anjou et en 1 et 4, un loup passant et contourné de sable armé et lampassé de gueules, brochant sur un arbre de sinople, posé sur une terrasse de même, qui est traditionnel de Marichalar et en 2 et 3 d'argent à un aigle bicéphale de sable surmonté d'une couronne d'or à la bourdure de gueules chargée de huit châteaux d'or, qui est du lignage de San Clemente ; sur le tout, d'or à trois faces de gueules posés entre les deux premiers fasces, qui est la branche Isabelliste de Marichalar et en 2 et 3 contre-écartelé à la croix ancrée d'or et à la bourdure de même chargée de treize croix de saint Jacques brochantes sur coquilles d'azur en 1 de sinople deux châteaux d'or, supportant un drapeau de d'argent à la croix de gueules, au 2 d'azur deux croissants couchés d'argent accompagnées de treize étoiles d'or mis en orle, au 3 d'argent au lion de gueules armé, lampassé et couronné d'or, au 4 d'argent à l'arbre de sinople, terrassé du même, et un ours passant au naturel brochant sur le fût et attaché à l'arbre par une chaîne d'argent, qui est des chevaliers de la Seigneurie des Terrains de Tejada.[réf. nécessaire]. |
|        | L'infante Cristina de Borbón y Grecia avant 2001 : Ecartelé au 1 de gueules au château d'or couvert et ajouré d'azur, au 2 d'argent au lion de gueules armé, lampassé et couronné d'or, au 3 d'or aux quatre pals de gueules, au 4 de gueules aux chaînes d'or posées en orle, en croix et en sautoir, chargées en cœur d'une émeraude au naturel, accompagné en pointe d'argent à une pomme grenade de gueules tigé et feuillé de sinople et sur le tout d'azur aux trois fleurs de lys d'or à la bourdure de gueules[réf. nécessaire]. 2001-2015, duchesse de Palma: (Blason officieux) Écartelé au 1 de gueules au château d'or couvert et ajouré d'azur, au 2 d'argent au lion pourpre armé, lampassé de gueules et couronné d'or, au 3 d'or aux quatre pals de gueules, au 4 de gueules aux chaînes d'or posées en orle, en croix et en sautoir, chargées en cœur d'une émeraude au naturel, accompagné en pointe d'argent à une pomme grenade de gueules tigé et feuillé de sinople et sur le tout d'azur aux trois fleurs de lys d'or à la bourdure de gueules, au lambel d'azur brochant sur la partition le deuxième lambel chargé d'une palme de sinople bordé d'or, qui est de Palma de Majorque,. 2015- : (Blason officieux) Écartelé au 1 de gueules au château d'or couvert et ajouré d'azur, au 2 d'argent au lion pourpre armé, lampassé de gueules et couronné d'or, au 3 d'or aux quatre pals de gueules, au 4 de gueules aux chaînes d'or posées en orle, en croix et en sautoir, chargées en cœur d'une émeraude au naturel, accompagné en pointe d'argent à une pomme grenade de gueules tigé et feuillé de sinople et sur le tout d'azur aux trois fleurs de lys d'or à la bourdure de gueules, au lambel d'azur brochant sur la partition le deuxième lambel chargé d'une croix alésée d'argent, qui est de Grèce,. |
|        | Iñaki Urdangarin, duc de Palma (de 1997 à 2015) D'argent un loup passant de sable armé et lampassé de gueules, brochant sur un arbre de sinople et à la bourdure de gueules, chargée de huit croisettes d'or. |
|        | Don Juan Urdangarin y de Borbón, grand d’Espagne Parti en 1, d'argent un loup passant de sable armé et lampassé de gueules, brochant sur un arbre de sinople et à la bourdure de gueules, chargée de huit croisettes d'or, qui est d'Urdangarin et en 2 d'azur aux trois fleurs de lys d'or à la bourdure de gueules, qui est d'Anjou. |
|        | Don Pablo Urdangarin y de Borbón, grand d’Espagne D'argent un loup passant de sable armé et lampassé de gueules, brochant sur un arbre de sinople au canton d'azur aux trois fleurs de lys d'or à la bourdure de gueules, qui est d'Anjou et à la bourdure de gueules, chargée de huit croisettes d'or, qui est d'Urdangarin. |
|        | Don Miguel Urdangarin y de Borbón, grand d’Espagne Écartelé en 1 et 4 d'argent un loup passant de sable armé et lampassé de gueules, brochant sur un arbre de sinople et à la bourdure de gueules, chargée de huit croisettes d'or, qui est d'Urdangarin et en 2 et 3 d'azur aux trois fleurs de lys d'or à la bourdure de gueules, qui est d'Anjou. [réf. nécessaire]. |
|        | Doña Irene Urdangarin y de Borbón, grande d’Espagne Écartelé en sautoir en 1 et 4 d'argent un loup passant de sable armé et lampassé de gueules, brochant sur un arbre de sinople et à la bourdure de gueules, chargée de huit croisettes d'or, qui est d'Urdangarin et en 2 et 3 d'azur aux trois fleurs de lys d'or à la bourdure de gueules, qui est d'Anjou. [réf. nécessaire]. |
|        | L'infante Margarita de Bourbon, duchesse de Soria et d’Hernani 1957-1972 : (Blason officieux) Ecartelé au 1 de gueules au château d'or couvert et ajouré d'azur, au 2 d'argent au lion de gueules armé, lampassé et couronné d'or, au 3 d'or aux quatre pals de gueules, au 4 de gueules aux chaînes d'or posées en orle, en croix et en sautoir, chargées en cœur d'une émeraude au naturel, accompagné en pointe d'argent à une pomme grenade de gueules tigé et feuillé de sinople et sur le tout d'azur aux trois fleurs de lys d'or[réf. nécessaire]. 1972-1977 : (Blason officieux) parti en I, écartelé en 1 et 4, d'azur une bande d’or avalé de deux têtes de dragon de sinople lampassés de gueules ; en II écartelé en 1 de gueules au château d'or ouvert et ajouré d'azur, en 2 d'argent au lion de gueules armé, lampassé et couronné d'or, en 3 d'or à quatre pals de gueules et en 4 de gueules aux chaînes d'or posées en orle, en croix et en sautoir, chargées en cœur d'une émeraude au naturel, en enté en pointe du sur-le-tout d'argent à une pomme grenade de gueules, tigée et feuilleté de sinople sur-le-tout d'azur à trois fleurs de lys d'or[réf. nécessaire]. 1977-2001 : (Blason officieux) Ecartelé au 1 de gueules au château d'or couvert et ajouré d'azur, au 2 d'argent au lion de gueules armé, lampassé et couronné d'or, au 3 d'or aux quatre pals de gueules, au 4 de gueules aux chaînes d'or posées en orle, en croix et en sautoir, chargées en cœur d'une émeraude au naturel, accompagné en pointe d'argent à une pomme grenade de gueules tigé et feuillé de sinople et sur le tout d'azur aux trois fleurs de lys d'or à la bourdure de gueules[réf. nécessaire]. 2001- : (Blason officieux) Écartelé au 1 de gueules au château d'or couvert et ajouré d'azur, au 2 d'argent au lion pourpre armé, lampassé de gueules et couronné d'or, au 3 d'or aux quatre pals de gueules, au 4 de gueules aux chaînes d'or posées en orle, en croix et en sautoir, chargées en cœur d'une émeraude au naturel, accompagné en pointe d'argent à une pomme grenade de gueules tigé et feuillé de sinople et sur le tout d'azur aux trois fleurs de lys d'or à la bordure de gueules, un lambel d'azur brochant sur la partition, le premier et le troisième pendants chargés d'un château d'argent, crénelé, qui est de Hernani, le deuxième pendant du buste du roi Alphonse VIII de Castille au naturel bordé et couronné d'or, qui est de Soria,. |
|        | Carlos Zurita, duc de Soria et d’Hernani D'azur une bande d’or avalé de deux têtes de dragon de sinople lampassés de gueules[réf. nécessaire]. |
|        | Don Alfonso Zurita y Borbón, grand d’Espagne Écartelé en 1 et 4, d'azur une bande d’or avalé de deux têtes de dragon de sinople lampassés de gueules, qui est de Zurita et en 2 et 3 d'azur aux trois fleurs de lys d'or à la bourdure de gueules, qui est d'Anjou[réf. nécessaire]. |
|        | Doña María Zurita y Borbón, grande d’Espagne Parti en 1, d'azur une bande d’or avalé de deux têtes de dragon de sinople lampassés de gueules, qui est de Zurita et en 2 d'azur aux trois fleurs de lys d'or à la bourdure de gueules, qui est d'Anjou[réf. nécessaire]. |
|        | Le Prince Pierre de Bourbon-Siciles - 1968-2015, duc de Noto : Parti de trois : Parti de trois : - au I, écartelé : 1 et 4, d'or aux six fleurs de lys d'azur posées 1, 2, 2 et 1, (qui est de Farnèse); 2 et 3, parti de gueules à la fasce d'argent (qui est d'Autriche) et bandé d'or et d'argent de six pièces à la bordure de gueules (qui est de Bourgogne ancien); sur-le-tout d'argent aux cinq écussons disposés en croix d'azur chargés de cinq besans d'argent en sautoir à la bordure de gueules chargée de huit châteaux d'or, donjonnés de trois tours, ouverts et ajourés d'azur (qui est de Portugal); - au II, coupé de 3, au I parti d'écartélé au 1 et 4 de gueules au château d'or, donjonnés de trois tours, ouverts et ajourés d'azur (qui est de Castille) et au 2 et 3 d'argent au lion de gueules (qui est de Léon); et contre-parti d'or aux quatre pals de gueules (qui est d'Aragon) et écartelé en sautoir d'or aux quatre pals de gueules et d'argent à l'aigle de sable (qui est de Sicile); enté en pointe d'argent à une pomme grenade de gueules tigée et feuillée de sinople (qui est de Grenade); au II parti de gueules à la fasce d'argent (qui est d'Autriche) et d'azur semé de lys d'or à la bordure componée de gueules et d'argent (qui est de Bourgogne), au III écartélé en 1 taillé d'argent de six pièces à la bordure de gueules (qui est de Bourgogne ancien) et d'or au lion de sable armé et lampassé de gueules (qui est de Flandre) au II tranché de sable au lion d'or armé et lampassé de gueules (qui est de Brabant) et d'argent à l'aigle de gueules (qui est de Tyrol), au 3 d'azur, neuf fleurs de lys d'or posées 3, 3 et 3 au lambel à cinq pendants de gueules (qui est de Naples) et au 4 d'argent à la croix potencée d'or cantonné de quatre croisettes de même (qui est de Jérusalem); - au III, d'or à six tourteaux mis en orle, cinq de gueules, celui en chef d'azur chargé de trois fleurs de lis d'or (qui est de Toscane); sur-le-tout d'azur aux trois fleurs de lys d'or posés 2 et 1 à la bordure de gueules (qui est d'Anjou).. - 2015-, duc de Calabre, prétendant au trône des Deux-Siciles (branche aînée) : Parti de trois : - au I, écartelé : 1 et 4, d'or aux six fleurs de lys d'azur posées 1, 2, 2 et 1, (qui est de Farnèse); 2 et 3, parti de gueules à la fasce d'argent (qui est d'Autriche) et bandé d'or et d'argent de six pièces à la bordure de gueules (qui est de Bourgogne ancien); sur-le-tout d'argent aux cinq écussons disposés en croix d'azur chargés de cinq besans d'argent en sautoir à la bordure de gueules chargée de huit châteaux d'or, donjonnés de trois tours, ouverts et ajourés d'azur (qui est de Portugal); - au II, coupé de 3, au I parti d'écartélé au 1 et 4 de gueules au château d'or, donjonnés de trois tours, ouverts et ajourés d'azur (qui est de Castille) et au 2 et 3 d'argent au lion de gueules (qui est de Léon); et contre-parti d'or aux quatre pals de gueules (qui est d'Aragon) et écartelé en sautoir d'or aux quatre pals de gueules et d'argent à l'aigle de sable (qui est de Sicile); enté en pointe d'argent à une pomme grenade de gueules tigée et feuillée de sinople (qui est de Grenade); au II parti de gueules à la fasce d'argent (qui est d'Autriche) et d'azur semé de lys d'or à la bordure componée de gueules et d'argent (qui est de Bourgogne), au III écartélé en 1 taillé d'argent de six pièces à la bordure de gueules (qui est de Bourgogne ancien) et d'or au lion de sable armé et lampassé de gueules (qui est de Flandre) au II tranché de sable au lion d'or armé et lampassé de gueules (qui est de Brabant) et d'argent à l'aigle de gueules (qui est de Tyrol), au 3 d'azur, neuf fleurs de lys d'or posées 3, 3 et 3 au lambel à cinq pendants de gueules (qui est de Naples) et au 4 d'argent à la croix potencée d'or cantonné de quatre croisettes de même (qui est de Jérusalem); - au III, d'or à six tourteaux mis en orle, cinq de gueules, celui en chef d'azur chargé de trois fleurs de lis d'or (qui est de Toscane); sur-le-tout d'azur aux trois fleurs de lys d'or posés 2 et 1 à la bordure de gueules (qui est d'Anjou).[réf. nécessaire]. |
|        | Sofia Landaluce, duchesse de Calabre Sofía Landaluce y Melgarejo (Blason officieux) Deux écus accolés : celui de Bourbon-Sicile (Parti de deux, au I, écartelé : 1 et 4, d'or aux six fleurs de lys d'azur posées 3, 2 et 1, (qui est de Farnèse); 2 et 3, parti de gueules à la fasce d'argent (qui est d'Autriche) et bandé d'or et d'argent de six pièces à la bordure de gueules (qui est de Bourgogne ancien); sur-le-tout d'argent aux cinq écussons disposés en croix d'azur chargés de cinq besans d'argent en sautoir à la bordure de gueules chargée de huit châteaux d'or, donjonnés de trois tours, ouverts et ajourés d'azur (qui est de Portugal); au II, coupé de 3, au I parti d'écartélé au 1 et 4 de gueules au château d'or, donjonnés de trois tours, ouverts et ajourés d'azur (qui est de Castille) et au 2 et 3 d'argent au lion de pourpre (qui est de Léon); et contre-parti d'or aux quatre pals de gueules (qui est d'Aragon) et écartelé en sautoir d'or aux quatre pals de gueules et d'argent à l'aigle de sable (qui est de Sicile); enté en pointe d'argent à une pomme grenade de gueules tigée et feuillée de sinople (qui est de Grenade); au II parti de gueules à la fasce d'argent (qui est d'Autriche) et d'azur semé de lys d'or à la bordure componée de gueules et d'argent (qui est de Bourgogne), au III écartélé en 1 taillé d'argent de six pièces à la bordure de gueules (qui est de Bourgogne ancien) et d'or au lion de sable armé et lampassé de gueules (qui est de Flandre) au II tranché de sable au lion d'or armé et lampassé de gueules (qui est de Brabant) et d'argent à l'aigle de gueules (qui est de Tyrol), au 3 semé de lys d'or au lambel de gueules (qui est de Naples) et au 4 d'argent à la croix potencée d'or cantonné de quatre croisettes de même (qui est de Jérusalem); au III, d'or à six tourteaux mis en orle, cinq de gueules, celui en chef d'azur chargé de trois fleurs de lis d'or (qui est de Toscane); sur-le-tout d'azur à trois fleurs de lys d'or posés 2 et 1 à la bordure de gueules (qui est d'Anjou) et celui écartelé en 1 et 4 d'argent au loup passant de sable brochant au château de gueules et donjonnés de trois tours sur une mer ondée d'azur et du champ (qui est de Landaluce), et en 2 et 3 de gueules à la croix vuidée fleurdelisée d'or (qui est de Melgarejo).[réf. nécessaire]. |
|        | Le Prince Jaime de Bourbon-Siciles - 2020-, duc de Noto : Parti de trois : - au I, écartelé : 1 et 4, d'or aux six fleurs de lys d'azur posées 1, 2, 2 et 1, (qui est de Farnèse); 2 et 3, parti de gueules à la fasce d'argent (qui est d'Autriche) et bandé d'or et d'argent de six pièces à la bordure de gueules (qui est de Bourgogne ancien); sur-le-tout d'argent aux cinq écussons disposés en croix d'azur chargés de cinq besans d'argent en sautoir à la bordure de gueules chargée de huit châteaux d'or, donjonnés de trois tours, ouverts et ajourés d'azur (qui est de Portugal); - au II, coupé de 3, au I parti d'écartélé au 1 et 4 de gueules au château d'or, donjonnés de trois tours, ouverts et ajourés d'azur (qui est de Castille) et au 2 et 3 d'argent au lion de gueules (qui est de Léon); et contre-parti d'or aux quatre pals de gueules (qui est d'Aragon) et écartelé en sautoir d'or aux quatre pals de gueules et d'argent à l'aigle de sable (qui est de Sicile); enté en pointe d'argent à une pomme grenade de gueules tigée et feuillée de sinople (qui est de Grenade); au II parti de gueules à la fasce d'argent (qui est d'Autriche) et d'azur semé de lys d'or à la bordure componée de gueules et d'argent (qui est de Bourgogne), au III écartélé en 1 taillé d'argent de six pièces à la bordure de gueules (qui est de Bourgogne ancien) et d'or au lion de sable armé et lampassé de gueules (qui est de Flandre) au II tranché de sable au lion d'or armé et lampassé de gueules (qui est de Brabant) et d'argent à l'aigle de gueules (qui est de Tyrol), au 3 d'azur, neuf fleurs de lys d'or posées 3, 3 et 3 au lambel à cinq pendants de gueules (qui est de Naples) et au 4 d'argent à la croix potencée d'or cantonné de quatre croisettes de même (qui est de Jérusalem); - au III, d'or à six tourteaux mis en orle, cinq de gueules, celui en chef d'azur chargé de trois fleurs de lis d'or (qui est de Toscane); sur-le-tout d'azur aux trois fleurs de lys d'or posés 2 et 1 à la bordure de gueules (qui est d'Anjou); le tout brisé d'un lambel d'azur.[réf. nécessaire]. |
|        | Charlotte Diana, duchesse de Noto 2021- : (Blason officieux) Deux écus accolés : celui de Bourbon-Sicile (Parti de deux, au I, écartelé : 1 et 4, d'or aux six fleurs de lys d'azur posées 3, 2 et 1, (qui est de Farnèse); 2 et 3, parti de gueules à la fasce d'argent (qui est d'Autriche) et bandé d'or et d'argent de six pièces à la bordure de gueules (qui est de Bourgogne ancien); sur-le-tout d'argent aux cinq écussons disposés en croix d'azur chargés de cinq besans d'argent en sautoir à la bordure de gueules chargée de huit châteaux d'or, donjonnés de trois tours, ouverts et ajourés d'azur (qui est de Portugal); au II, coupé de 3, au I parti d'écartélé au 1 et 4 de gueules au château d'or, donjonnés de trois tours, ouverts et ajourés d'azur (qui est de Castille) et au 2 et 3 d'argent au lion de pourpre (qui est de Léon); et contre-parti d'or aux quatre pals de gueules (qui est d'Aragon) et écartelé en sautoir d'or aux quatre pals de gueules et d'argent à l'aigle de sable (qui est de Sicile); enté en pointe d'argent à une pomme grenade de gueules tigée et feuillée de sinople (qui est de Grenade); au II parti de gueules à la fasce d'argent (qui est d'Autriche) et d'azur semé de lys d'or à la bordure componée de gueules et d'argent (qui est de Bourgogne), au III écartélé en 1 taillé d'argent de six pièces à la bordure de gueules (qui est de Bourgogne ancien) et d'or au lion de sable armé et lampassé de gueules (qui est de Flandre) au II tranché de sable au lion d'or armé et lampassé de gueules (qui est de Brabant) et d'argent à l'aigle de gueules (qui est de Tyrol), au 3 semé de lys d'or au lambel de gueules (qui est de Naples) et au 4 d'argent à la croix potencée d'or cantonné de quatre croisettes de même (qui est de Jérusalem); au III, d'or à six tourteaux mis en orle, cinq de gueules, celui en chef d'azur chargé de trois fleurs de lis d'or (qui est de Toscane); sur-le-tout d'azur à trois fleurs de lys d'or posés 2 et 1 à la bordure de gueules (qui est d'Anjou); le tout brisé d'un lambel d'azur et celui écartelé en 1 et 4 de gueules, à la fasce échiquetée d'azur et d'argent accompagnée en chef de trois étoiles (qui est de Lindsay), et en 2 et 3 contre-écartelé, aux 1 et 4 d'azur au à la fasce d'argent, accompagnée de trois fusées d'or (qui est de Bethune), aux 2 et 3 d'argent au chevron de sable, chargé de une tête de loutre d'argent (qui est de Balfour) et la bordure crénelée d'or.[réf. nécessaire]. |
|        | Anne d'Orléans, duchesse douairière de Calabre et « Fille de France » Duchesse de Calabre (1965-2015) : Deux écus accolés : celui de Bourbon-Sicile (Parti de deux, au I, écartelé : 1 et 4, d'or aux six fleurs de lys d'azur posées 3, 2 et 1, (qui est de Farnèse); 2 et 3, parti de gueules à la fasce d'argent (qui est d'Autriche) et bandé d'or et d'argent de six pièces à la bordure de gueules (qui est de Bourgogne ancien); sur-le-tout d'argent aux cinq écussons disposés en croix d'azur chargés de cinq besans d'argent en sautoir à la bordure de gueules chargée de huit châteaux d'or, donjonnés de trois tours, ouverts et ajourés d'azur (qui est de Portugal); au II, coupé de 3, au I parti d'écartélé au 1 et 4 de gueules au château d'or, donjonnés de trois tours, ouverts et ajourés d'azur (qui est de Castille) et au 2 et 3 d'argent au lion de pourpre (qui est de Léon); et contre-parti d'or aux quatre pals de gueules (qui est d'Aragon) et écartelé en sautoir d'or aux quatre pals de gueules et d'argent à l'aigle de sable (qui est de Sicile); enté en pointe d'argent à une pomme grenade de gueules tigée et feuillée de sinople (qui est de Grenade); au II parti de gueules à la fasce d'argent (qui est d'Autriche) et d'azur semé de lys d'or à la bordure componée de gueules et d'argent (qui est de Bourgogne), au III écartélé en 1 taillé d'argent de six pièces à la bordure de gueules (qui est de Bourgogne ancien) et d'or au lion de sable armé et lampassé de gueules (qui est de Flandre) au II tranché de sable au lion d'or armé et lampassé de gueules (qui est de Brabant) et d'argent à l'aigle de gueules (qui est de Tyrol), au 3 semé de lys d'or au lambel de gueules (qui est de Naples) et au 4 d'argent à la croix potencée d'or cantonné de quatre croisettes de même (qui est de Jérusalem); au III, d'or à six tourteaux mis en orle, cinq de gueules, celui en chef d'azur chargé de trois fleurs de lis d'or (qui est de Toscane); sur-le-tout d'azur à trois fleurs de lys d'or posés 2 et 1 à la bordure de gueules (qui est d'Anjou)) et celui de France (D'azur aux trois fleurs de lys d'or ). [réf. nécessaire]. Duchesse douairière de Calabre (2015-) : (Blason officieux) parti en I, celui de Bourbon-Sicile (Parti de deux, au I, écartelé : 1 et 4, d'or aux six fleurs de lys d'azur posées 3, 2 et 1, (qui est de Farnèse); 2 et 3, parti de gueules à la fasce d'argent (qui est d'Autriche) et bandé d'or et d'argent de six pièces à la bordure de gueules (qui est de Bourgogne ancien); sur-le-tout d'argent aux cinq écussons disposés en croix d'azur chargés de cinq besans d'argent en sautoir à la bordure de gueules chargée de huit châteaux d'or, donjonnés de trois tours, ouverts et ajourés d'azur (qui est de Portugal); au II, coupé de 3, au I parti d'écartélé au 1 et 4 de gueules au château d'or, donjonnés de trois tours, ouverts et ajourés d'azur (qui est de Castille) et au 2 et 3 d'argent au lion de pourpre (qui est de Léon); et contre-parti d'or aux quatre pals de gueules (qui est d'Aragon) et écartelé en sautoir d'or aux quatre pals de gueules et d'argent à l'aigle de sable (qui est de Sicile); enté en pointe d'argent à une pomme grenade de gueules tigée et feuillée de sinople (qui est de Grenade); au II parti de gueules à la fasce d'argent (qui est d'Autriche) et d'azur semé de lys d'or à la bordure componée de gueules et d'argent (qui est de Bourgogne), au III écartélé en 1 taillé d'argent de six pièces à la bordure de gueules (qui est de Bourgogne ancien) et d'or au lion de sable armé et lampassé de gueules (qui est de Flandre) au II tranché de sable au lion d'or armé et lampassé de gueules (qui est de Brabant) et d'argent à l'aigle de gueules (qui est de Tyrol), au 3 semé de lys d'or au lambel de gueules (qui est de Naples) et au 4 d'argent à la croix potencée d'or cantonné de quatre croisettes de même (qui est de Jérusalem); au III, d'or à six tourteaux mis en orle, cinq de gueules, celui en chef d'azur chargé de trois fleurs de lis d'or (qui est de Toscane) ; sur-le-tout d'azur à trois fleurs de lys d'or posés 2 et 1 à la bordure de gueules (qui est d'Anjou)); et en II, de France (D'azur aux trois fleurs de lys d'or ).[réf. nécessaire]. |

### Les rois et reines d'Espagne
| Figure | Blasonnement |
| ------ | --- |
|        | 1474-1492 : Union des royaumes avec les rois catholiques (Ferdinand II d'Aragon et Isabelle Ire de Castille) écartelé en 1 et 4 contre-écartelé en 1 et 4, de gueules au château d'or ouvert et ajouré d'azur et en 2 et 3 d'argent au lion de gueules armé, lampassé et couronné d'or, et en 2 et 3 parti en 1 d'or à quatre pals de gueules et en 2 écartelé en sautoir d'or aux quatre pals de gueules et d'argent à l'aigle de sable. |
|        | 1492-1504 : prise de Grenade par les rois catholiques (Ferdinand II d'Aragon et Isabelle Ire de Castille) écartelé en 1 et 4 contre-écartelé en 1 et 4, de gueules au château d'or ouvert et ajouré d'azur et en 2 et 3 d'argent au lion de pourpre armé, lampassé et couronné de gueules, et en 2 et 3 parti en 1 d'or à quatre pals de gueules et en 2 écartelé en sautoir d'or aux quatre pals de gueules et d'argent à l'aigle de sable, accompagné en pointe d'argent à une pomme grenade de gueules, tigée et feuilleté de sinople. |
|        | 1504-1516 : Ferdinand II d'Aragon , roi d'Aragon, de Castille, de Leon, de Sicile et de Naples. écartelé en 1 et 4 contre-écartelé en 1 et 4, de gueules au château d'or ouvert et ajouré d'azur et en 2 et 3 d'argent au lion de pourpre armé, lampassé et couronné de gueules, en 2, parti en 1 d'or à quatre pals de gueules et en 2 écartelé en sautoir d'or aux quatre pals de gueules et d'argent à l'aigle de sable et en 3 tiercé en pal, en 1 d'or à quatre pals de gueules, en 2 d'azur semé de fleurs de lys d'or au lambel de gueules et en 3 d'argent à la croix potencé d'or, le tout accompagné en pointe d'argent à une pomme grenade de gueules, tigée et feuilleté de sinople. |
|        | 1504-1516 : Jeanne Ire et Philippe Ier comme Rois de Castille. 1516-1556 : Charles Ier comme roi d'Espagne écartelé en I et IV contre-écartelé en 1 et 4 contre-écartelé en 1 et 4, de gueules au château d'or ouvert et ajouré d'azur et en 2 et 3 d'argent au lion de gueules armé, lampassé et couronné d'or, et en 2 et 3 parti en 1 d'or à quatre pals de gueules et en 2 écartelé en sautoir d'or aux quatre pals de gueules et d'argent à l'aigle de sable, accompagné en pointe d'argent à une pomme grenade de gueules, tigée et feuilleté de sinople et en II et III contre-écartelé en 1 de gueules à la face d'argent, en 2 d'azur semé de fleurs de lys d'or à la bande componée d'argent et de gueules, en 3 bandé d'or et d'azur de six pièces, à la bordure de gueules et en 4 de sable au lion d'or, armé et lampassé de gueules, sur le tout parti d'or au lion de sable armé, couronné et lampassé de gueules et d'argent à l'aigle éployé de gueules, membré et becqué d'or. |
|        | 1580-1700 : rois d'Espagne de la dynastie des Habsbourg coupé : en chef parti en 1 écartelé en 1 et 4, de gueules au château d'or ouvert et ajouré d'azur et en 2 et 3 d'argent au lion de gueules armé, lampassé et couronné d'or, en 2 parti en 1 d'or à quatre pals de gueules et en 2 écartelé en sautoir d'or aux quatre pals de gueules et d'argent à l'aigle de sable, accompagné en pointe d'argent à une pomme grenade de gueules, tigée et feuilleté de sinople et en pointe écartelé en 1 de gueules à la fasce d'argent, en 2 d'azur semé de fleurs de lys d'or à la bordure componée d'argent et de gueules, en 3 bandé d'or et d'azur de six pièces, à la bordure de gueules et en 4 de sable au lion d'or, armé et lampassé de gueules, sur le tout parti d'or au lion de sable armé, couronné et lampassé de gueules et d'argent à l'aigle éployé de gueules, membré et becqué d'or. En 1580, Philippe II, devient roi de Portugal et ajoute l'écusson du Portugal en abîme sur la partie espagnole. Cet écusson sera supprimé en 1640, avec la perte du royaume du Portugal. coupé : en chef parti en 1 écartelé en 1 et 4, de gueules au château d'or ouvert et ajouré d'azur et en 2 et 3 d'argent au lion de gueules armé, lampassé et couronné d'or, en 2 parti en 1 d'or à quatre pals de gueules et en 2 écartelé en sautoir d'or aux quatre pals de gueules et d'argent à l'aigle de sable, accompagné en pointe d'argent à une pomme grenade de gueules, tigée et feuilleté de sinople sur le tout d'argent au cinq écus d'azur disposés en croix, chaque écu chargé de cinq besants d'argent, à la bordure de gueules chargée d'onze châteaux d'or et en pointe écartelé en 1 de gueules à la fasce d'argent, en 2 d'azur semé de fleurs de lys d'or à la bordure componée d'argent et de gueules, en 3 bandé d'or et d'azur de six pièces, à la bordure de gueules et en 4 de sable au lion d'or, armé et lampassé de gueules, sur le tout parti d'or au lion de sable armé, couronné et lampassé de gueules et d'argent à l'aigle éployé de gueules, membré et becqué d'or.                                  |
|        | 1700-1761: rois d'Espagne de la dynastie des Bourbons (Grandes armes) Coupé : en chef parti en 1 écartelé en 1 et 4, de gueules au château d'or ouvert et ajouré d'azur et en 2 et 3 d'argent au lion de gueules armé, lampassé et couronné d'or enté en pointe d'argent à une pomme grenade de gueules, tigée et feuilleté de sinople; 2 parti en 1 d'or à quatre pals de gueules et en 2 écartelé en sautoir d'or aux quatre pals de gueules et d'argent à l'aigle de sable;II, tigée et feuilleté de sinople et en pointe écartelé en 1 de gueules à la fasce d'argent; 2, d'azur semé de fleurs de lys d'or à la bande componée d'argent et de gueules, en 3 bandé d'or et d'azur de six pièces, à la bordure de gueules 4, de sable au lion d'or, armé et lampassé de gueules; enté en pointe parti d'or au lion de sable armé, couronné et lampassé de gueules et d'argent à l'aigle éployé de gueules, membré et becqué d'or;sur le tout d'azur aux trois fleurs de lys d'or à la bordure de gueules. Coupé de deux : en I, parti de trois : en 1, d'or à quatre pals de gueules, en 2, écartelé en sautoir d'or aux quatre pals de gueules et d'argent à l'aigle de sable, en 3, de gueules à la fasce d'argent et en 4, d'azur semé de fleurs de lys d'or à la bordure componée d'argent et de gueules ; en II, parti d'azur semé de fleurs de lys d'or au lambel de gueules et d'or à six tourteaux mis en orle, cinq de gueules, celui en chef d'azur chargé de trois fleurs de lis d'or ; en III, parti bandé d'or et d'azur de six pièces, à la bordure de gueules et de sable, au lion d'or, armé et lampassé de gueules ; enté en pointe parti d'or, au lion de sable, armé et lampassé de gueules et d'argent à l'aigle éployé de gueules, membré et becqué d'or ; sur-le-tout, écartelé en 1 et 4, de gueules au château d'or ouvert et ajouré d'azur et en 2 et 3 d'argent au lion de gueules armé, lampassé et couronné d'or, enté en pointe du sur-le-tout d'argent à une pomme grenade de gueules, tigée et feuilleté de sinople ; sur-le-tout-du-tout d'azur aux trois fleurs de lys d'or à la bordure de gueules. |
|        | 1761-1868; 1875-1931: rois d'Espagne de la dynastie des Bourbons (Grandes armes) Coupé de deux : en I, parti de trois : en 1, d'or à quatre pals de gueules, en 2, écartelé en sautoir d'or aux quatre pals de gueules et d'argent à l'aigle de sable, en 3, de gueules à la fasce d'argent et en 4, d'azur semé de fleurs de lys d'or à la bordure componée d'argent et de gueules ; en II, parti d'or à six fleurs de lys d'azur posées 3, 2 et 1 (ou 1,2,2,1) et d'or à six tourteaux mis en orle, cinq de gueules, celui en chef d'azur chargé de trois fleurs de lis d'or ; en III, parti bandé d'or et d'azur de six pièces, à la bordure de gueules et de sable, au lion d'or, armé et lampassé de gueules ; enté en pointe parti d'or, au lion de sable, armé et lampassé de gueules et d'argent à l'aigle éployé de gueules, membré et becqué d'or ; sur-le-tout, écartelé en 1 et 4, de gueules au château d'or ouvert et ajouré d'azur et en 2 et 3 d'argent au lion de gueules armé, lampassé et couronné d'or, enté en pointe du sur-le-tout d'argent à une pomme grenade de gueules, tigée et feuilleté de sinople ; sur-le-tout-du-tout d'azur aux trois fleurs de lys d'or à la bordure de gueules. |
|        | 1700-1868; 1875-1931 (usage occasionnel) : rois d'Espagne de la dynastie des Bourbons (petites armes) écartelé en 1 et 4, de gueules au château d'or ouvert et ajouré d'azur et en 2 et 3 d'argent au lion de pourpre armé, lampassé et couronné d'or, enté en pointe du sur-le-tout d'argent à une pomme grenade de gueules, tigée et feuilleté de sinople sur-le-tout-du-tout d'azur aux trois fleurs de lys d'or à la bordure de gueules. |
|        | 1808-1813 : Joseph-Napoléon Ier Bonaparte, roi d'Espagne Parti de un et coupé de deux : en 1, de gueules au château d'or ouvert et ajouré d'azur, en 2, d'argent au lion de gueules armé, lampassé et couronné d'or, en 3 d'or à quatre pals de gueules, en 4 de gueules aux chaînes d'or posées en orle, en croix et en sautoir, chargées en cœur d'une émeraude au naturel, en 5 d'argent à une pomme grenade de gueules, tigée et feuilleté de sinople et en 6 d'azur, le vieux et nouveau monde d'or entre les colonnes d'Hercule d'argent ; sur le tout de d'azur, à l'aigle d'or, la tête contournée, au vol abaissé, empiétant un foudre du même. |
|        | 1870-1873 : Amédée Ier de Savoie, roi d'Espagne écartelé en 1 de gueules au château d'or ouvert et ajouré d'azur, en 2 d'argent au lion de pourpre armé, lampassé et couronné d'or, en 3 d'or à quatre pals de gueules et en 4 de gueules aux chaînes d'or posées en orle, en croix et en sautoir, chargées en cœur d'une émeraude au naturel, accompagné en pointe d'argent à une pomme grenade de gueules, tigée et feuilleté de sinople ; sur le tout de gueules à la croix d'argent et à la bordure componée d'or et d'azur,. |
|        | 1883- : Prétendants carlistes après 1883 écartelé en 1 et 4 de gueules au château d'or ouvert et ajouré d'azur, en 2 et 3 d'argent au lion de pourpre armé, lampassé et couronné d'or, enté en pointe d'argent à une pomme grenade de gueules, tigée et feuilleté de sinople ; sur le tout d'azur aux trois fleurs de lys d'or. |
|        | 1874-1885 : Alphonse XII d'Espagne (petites armes) 1886-1931/1936: Alphonse XIII d'Espagne (petites armes) 1941-1975/1977 : Jean de Bourbon, comte de Barcelone, prétendant au trône d'Espagne (petites armes) écartelé au 1 de gueules au château d'or couvert et ajouré d'azur, au 2 d'argent au lion de pourpre armé, lampassé et couronné d'or, au 3 d'or aux quatre pals de gueules, au 4 de gueules aux chaînes d'or posées en orle, en croix et en sautoir, chargées en cœur d'une émeraude au naturel, accompagné en pointe d'argent à une pomme grenade de gueules tigé et feuillé de sinople et sur le tout d'azur aux trois fleurs de lys d'or à la bordure de gueules,. |
|        | 1931 : Alphonse XIII d'Espagne (grandes armes) 1931-1941 : Alphonse XIII, comme prétendant au trône d'Espagne (grandes armes) 1941-1975/1977 : Jean de Bourbon, comte de Barcelone, prétendant au trône d'Espagne (grandes armes) Coupé de deux : en I, parti de trois : en 1, écartelé en sautoir d'or aux quatre pals de gueules et d'argent à l'aigle de sable, en 2, d'argent à croix de Jérusalem, d'or, en 3, de gueules à la fasce d'argent et en 4, d'azur semé de fleurs de lys d'or à la bordure componée d'argent et de gueules ; en II, parti d'or à six fleurs de lys d'azur posées 3, 2 et 1 (ou 1,2,2,1) et d'or à six tourteaux mis en orle, cinq de gueules, celui en chef d'azur chargé de trois fleurs de lis d'or ; en III, parti bandé d'or et d'azur de six pièces, à la bordure de gueules et de sable, au lion d'or, armé et lampassé de gueules ; enté en pointe parti d'or, au lion de sable, armé et lampassé de gueules et d'argent à l'aigle éployé de gueules, membré et becqué d'or ; sur-le-tout, écartelé au 1 de gueules au château d'or couvert et ajouré d'azur, au 2 d'argent au lion de pourpre armé, lampassé et couronné d'or, au 3 d'or aux quatre pals de gueules, au 4 de gueules aux chaînes d'or posées en orle, en croix et en sautoir, chargées en cœur d'une émeraude au naturel, accompagné en pointe d'argent à une pomme grenade de gueules tigé et feuillé de sinople et sur le tout d'azur aux trois fleurs de lys d'or à la bordure de gueules. |
|        | 1936-1941 roi Alphonse XIII d'Espagne après 1936 (petites armes) 1941-1975 : Jacques de Bourbon, duc de Ségovie, prétendant au trône d'Espagne (petites armes) écartelé en 1 de gueules au château d'or ouvert et ajouré d'azur, en 2 d'argent au lion de pourpre armé, lampassé et couronné d'or, en 3 d'or à quatre pals de gueules et en 4 de gueules aux chaînes d'or posées en orle, en croix et en sautoir, chargées en cœur d'une émeraude au naturel, enté en pointe d'argent à une pomme grenade de gueules, tigée et feuilleté de sinople ; sur le tout d'azur aux trois fleurs de lys d'or. |
|        | 1975-2014 : Juan Carlos Ier d'Espagne écartelé au 1 de gueules au château d'or couvert et ajouré d'azur, au 2 d'argent au lion de gueules armé, lampassé et couronné d'or, au 3 d'or aux quatre pals de gueules, au 4 de gueules aux chaînes d'or posées en orle, en croix et en sautoir, chargées en cœur d'une émeraude au naturel, accompagné en pointe d'argent à une pomme grenade de gueules tigé et feuillé de sinople et sur le tout d'azur aux trois fleurs de lys d'or à la bordure de gueules. |
|        | 2014- : Felipe VI d'Espagne Ecartelé au 1 de gueules au château d'or couvert et ajouré d'azur, au 2 d'argent au lion pourpre armé, lampassé de gueules et couronné d'or, au 3 d'or aux quatre pals de gueules, au 4 de gueules aux chaînes d'or posées en orle, en croix et en sautoir, chargées en cœur d'une émeraude au naturel, accompagné en pointe d'argent à une pomme grenade de gueules tigé et feuillé de sinople et sur le tout d'azur aux trois fleurs de lys d'or à la bordure de gueules. |

#### Les rois et reines consort d'Espagne

##### Maison de Habsbourg
| Figure | Blasonnement |
| ------ | --- |
|        | 1526 : Isabelle de Portugal (1503 † 1539), femme de Charles Quint, impératrice du Saint-Empire romain germanique et reine consort d’Espagne. ''parti en I, d'or, à l'aigle bicéphale de sable, membrée, becquée et liée de gueules, sur le tout coupé : en chef parti en 1 écartelé en 1 et 4, de gueules au château d'or ouvert et ajouré d'azur et en 2 et 3 d'argent au lion de gueules armé, lampassé et couronné d'or, en 2 parti en 1 d'or à quatre pals de gueules et en 2 écartelé en sautoir d'or aux quatre pals de gueules et d'argent à l'aigle de sable, accompagné en pointe d'argent à une pomme grenade de gueules, tigée et feuilleté de sinople ; et en pointe écartelé en 1 de gueules à la fasce d'argent, en 2 d'azur semé de fleurs de lys d'or à la bande componée d'argent et de gueules, en 3 bandé d'or et d'azur de six pièces, à la bordure de gueules et en 4 de sable au lion d'or, armé et lampassé de gueules, sur le tout parti d'or au lion de sable armé, couronné et lampassé de gueules et d'argent à l'aigle éployé de gueules, membré et becqué d'or et en II, d'argent au cinq écussons d'azur disposés en croix, chaque écusson chargé de cinq besants d'argent disposés en sautoir, à la bordure de gueules chargé de sept châteaux d'or, donjonnés de trois tours, ouverts et ajourés d'azur.[réf. nécessaire] |
|        | 1556 : Marie d'Angleterre (1516 † 1558), femme de Philippe II, reine d'Angleterre et d'Irlande, reine consort d'Espagne écartelé en 1 et 4 d'azur aux trois fleurs de lys d'or et en 2 de gueules aux trois léopards d'or, et en 3 contre-écartelé en 1 et 4 contre-contre-écartelé en 1 et 4, de gueules au château d'or ouvert et ajouré d'azur et en 2 et 3 d'argent au lion de gueules armé, lampassé et couronné d'or, et en 2 et 3 parti en 1 d'or à quatre pals de gueules et en 2 écartelé en sautoir d'or aux quatre pals de gueules et d'argent à l'aigle de sable, accompagné en pointe d'argent à une pomme grenade de gueules, tigée et feuilleté de sinople. |
|        | 1559 : Élisabeth de France (1545 † 1568), femme de Philippe II parti en I, écartelé en 1 et 4, de gueules au château d'or ouvert et ajouré d'azur, qui est de Castille, et en 2 et 3 d'argent au lion de gueules armé, lampassé et couronné d'or, qui est de León, enté en pointe du sur-le-tout d'argent à une pomme grenade de gueules, tigée et feuilleté de sinople, qui est de Grenade et en II, d'azur aux trois fleurs de lys d'or, qui est de France.[réf. nécessaire] |
|        | 1570 : Anne d'Autriche (1549 † 1580), femme de Philippe II, reine consort d’Espagne et Portugal. parti en I, écartelé en 1 et 4, de gueules au château d'or ouvert et ajouré d'azur, qui est de Castille, et en 2 et 3 d'argent au lion de gueules armé, lampassé et couronné d'or, qui est de León, enté en pointe du sur-le-tout d'argent à une pomme grenade de gueules, tigée et feuilleté de sinople, qui est de Grenade et en II, écartelé en 1 et 4 de gueules, au lion d'argent à la queue fourchée passée en sautoir, couronné, armé et lampassé d'or et en 2 et 3 fasce de gueules et d'argent, sur le tout parti de gueules à la fase d'argent et bandé d'or et d'azur à la bande de gueules.[réf. nécessaire] |
|        | 1598 : Marguerite d'Autriche-Styrie (1584 † 1611), femme de Philippe III, reine consort d’Espagne et Portugal. parti en I, écartelé en 1 et 4, de gueules au château d'or ouvert et ajouré d'azur, qui est de Castille, et en 2 et 3 d'argent au lion de gueules armé, lampassé et couronné d'or, qui est de León, enté en pointe du sur-le-tout d'argent à une pomme grenade de gueules, tigée et feuilleté de sinople, qui est de Grenade et en II, coupé, en 1 écartelé en 1 et 4 de gueules, au lion d'argent à la queue fourchée passée en sautoir, couronné, armé et lampassé d'or et en 2 et 3 fasce de gueules et d'argent et au 2 fasce de gueules et d'argent. |
|        | 1621 : Élisabeth de France (1602 † 1644), femme de Philippe IV, reine consort d’Espagne et Portugal. parti en I, écartelé en 1 et 4, de gueules au château d'or ouvert et ajouré d'azur, qui est de Castille, et en 2 et 3 d'argent au lion de gueules armé, lampassé et couronné d'or, qui est de León, enté en pointe du sur-le-tout d'argent à une pomme grenade de gueules, tigée et feuilleté de sinople, qui est de Grenade et en II, d'azur aux trois fleurs de lys d'or, qui est de France.[réf. nécessaire] |
|        | 1649 : Marie-Anne d'Autriche (1635 † 1696), femme de Philippe IV parti en I, écartelé en 1 et 4, de gueules au château d'or ouvert et ajouré d'azur, qui est de Castille, et en 2 et 3 d'argent au lion de gueules armé, lampassé et couronné d'or, qui est de León, enté en pointe du sur-le-tout d'argent à une pomme grenade de gueules, tigée et feuilleté de sinople, qui est de Grenade et en II, écartelé, en 1 fascé d'argent et de gueules, en 2 de gueules au lion d'argent à la queue fourchée passée en sautoir, couronné, armé et lampassé d'or, en 3 écartelé en 1 et 4 de gueules au château d'or et en 2 et 3 d'argent au lion de gueules armé lampassé et couronné d'or et en 4 parti de bandé d'or et d'azur en six pièces à la bordure de gueules et de coupé d'argent à l'aigle de gueules éployé, membré, langué et becqué d'or et d'or au lion de sable armé et lampassé de gueules ; sur le tout de gueules à la fasce d'argent.[réf. nécessaire] |
|        | 1679 : Marie Louise d'Orléans (1662 † 1689), femme de Charles II parti en I, écartelé en 1 et 4, de gueules au château d'or ouvert et ajouré d'azur, qui est de Castille, et en 2 et 3 d'argent au lion de gueules armé, lampassé et couronné d'or, qui est de León, enté en pointe du sur-le-tout d'argent à une pomme grenade de gueules, tigée et feuilleté de sinople, qui est de Grenade et en II, d'azur aux trois fleurs de lys d'or au lambel d'argent, qui est d'Orléans.[réf. nécessaire] |
|        | 1690 : Marie-Anne de Neubourg (1667 † 1740), femme de Charles II parti en I, écartelé en 1 et 4, de gueules au château d'or ouvert et ajouré d'azur, qui est de Castille, et en 2 et 3 d'argent au lion de gueules armé, lampassé et couronné d'or, qui est de León, enté en pointe du sur-le-tout d'argent à une pomme grenade de gueules, tigée et feuilleté de sinople, qui est de Grenade et en II, écartelé en 1 et 4 de sable, au lion d'or, armé, lampassé et couronné de gueules et en 2 et 3 fuselé en bande d'azur et d'argent, qui est de le Palatinat. 1700-1740 : Marie-Anne de Neubourg, reine douairière parti en I, coupé : en chef parti en 1 écartelé en 1 et 4, de gueules au château d'or ouvert et ajouré d'azur et en 2 et 3 d'argent au lion de gueules armé, lampassé et couronné d'or, en 2 parti en 1 d'or à quatre pals de gueules et en 2 écartelé en sautoir d'or aux quatre pals de gueules et d'argent à l'aigle de sable, accompagné en pointe d'argent à une pomme grenade de gueules, tigée et feuilleté de sinople et en pointe écartelé en 1 de gueules à la fasce d'argent, en 2 d'azur semé de fleurs de lys d'or à la bordure componée d'argent et de gueules, en 3 bandé d'or et d'azur de six pièces, à la bordure de gueules et en 4 de sable au lion d'or, armé et lampassé de gueules, sur le tout parti d'or au lion de sable armé, couronné et lampassé de gueules et d'argent à l'aigle éployé de gueules, membré et becqué d'or ; et en II, du Comtat Palatin de Neubourg, coupé, parti de trois au 1 fuselé en bande d'azur et d'argent (qui est de Bavière), au 2 d'or au lion de sable armé et lampassé de gueules (qui est de Juliers), au 3 de gueules, à l'écusson d'argent, aux rais d'escarboucle d'or, brochantes sur le tout (qui est de Clèves), au 4 d'argent au lion de gueules, la queue fourchée passée en sautoir, armé, lampassé et couronné d'or (qui est de Berg), au 5 d'argent au lion d'azur armé lampassé et couronné d'or (qui est de Veldenz), au 6 d'or, à la fasce échiquetée d'argent et de gueules de trois tires (qui estde la Marck), au 7 d'argent, à trois chevrons de gueules (qui est de Ravensberg), au 8 d'argent à la fasce de sable ; sur le tout de sable, au lion d'or, armé et lampassé et couronné de gueules (qui est du comté palatin du Rhin).[réf. nécessaire] |

##### Maison de Bourbon
| Figure | Blasonnement |
| ------ | --- |
|        | 1701-1714: Marie-Louise Gabrielle de Savoie (1688 † 1714), femme de Philippe V Deux écus accolés : celui des cupé : en chef parti en 1 écartelé en 1 et 4, de gueules au château d'or ouvert et ajouré d'azur et en 2 et 3 d'argent au lion de gueules armé, lampassé et couronné d'or enté en pointe d'argent à une pomme grenade de gueules, tigée et feuilleté de sinople; 2 parti en 1 d'or à quatre pals de gueules et en 2 écartelé en sautoir d'or aux quatre pals de gueules et d'argent à l'aigle de sable;II, tigée et feuilleté de sinople et en pointe écartelé en 1 de gueules à la fasce d'argent; 2, d'azur semé de fleurs de lys d'or à la bande componée d'argent et de gueules, en 3 bandé d'or et d'azur de six pièces, à la bordure de gueules 4, de sable au lion d'or, armé et lampassé de gueules; enté en pointe parti d'or au lion de sable armé, couronné et lampassé de gueules et d'argent à l'aigle éployé de gueules, membré et becqué d'or;sur le tout d'azur aux trois fleurs de lys d'or à la bourdure de gueules et celui de Savoie, écartelé, en I contre-écartelé au 1 d'argent à la croix potencée d'or cantonné de quatre croisettes de même, en 2 burelé d'azur et d'argent de dix pièces au lion de gueules armé lampassé et couronné d'or brochant sur le tout, au 3 d'or au lion de gueules armé lampassé et couronné d'azur et au 4 d'argent au lion de gueules armé lampassé et couronné d'or en II grand-quartier parti au 1 de gueules au cheval effrayé d'argent, au 2 fascé d'or et de sable de huit pièces au cancrelin de sinople posée en bande brochant sur le tout et enté en pointe d'argent à trois bouterolles au bout d'épée faites en croissant de gueules malordonnées, en III grand-quartier parti en 1 d'argent semé de billettes de sable au lion de même brochant sur le tout et en 2 de sable au lion d'argent, en IV grand-quartier parti en 1 à cinq point d'or équipolé à quatre points d'azur au 2 d'argent au chef de gueules ; sur le tout d'argent, à la croix de gueules, cantonnée de quatre têtes de maures de sable, tortillées d'argent ; sur le tout du tout de gueules à la croix d'argent.[réf. nécessaire] |
|        | 1714-1746: Élisabeth Farnèse (1692 † 1766), femme de Philippe V Deux écus accolés : celui des cupé : en chef parti en 1 écartelé en 1 et 4, de gueules au château d'or ouvert et ajouré d'azur et en 2 et 3 d'argent au lion de gueules armé, lampassé et couronné d'or enté en pointe d'argent à une pomme grenade de gueules, tigée et feuilleté de sinople; 2 parti en 1 d'or à quatre pals de gueules et en 2 écartelé en sautoir d'or aux quatre pals de gueules et d'argent à l'aigle de sable;II, tigée et feuilleté de sinople et en pointe écartelé en 1 de gueules à la fasce d'argent; 2, d'azur semé de fleurs de lys d'or à la bande componée d'argent et de gueules, en 3 bandé d'or et d'azur de six pièces, à la bordure de gueules 4, de sable au lion d'or, armé et lampassé de gueules; enté en pointe parti d'or au lion de sable armé, couronné et lampassé de gueules et d'argent à l'aigle éployé de gueules, membré et becqué d'or;sur le tout d'azur aux trois fleurs de lys d'or à la bourdure de gueules et celui de Farnèse, d'or à six fleurs de lys d'azur posées 3, 2 et 1. 1746-1766 : Élisabeth Farnèse, reine douairière Parti en I, celui des cupé : en chef parti en 1 écartelé en 1 et 4, de gueules au château d'or ouvert et ajouré d'azur et en 2 et 3 d'argent au lion de gueules armé, lampassé et couronné d'or enté en pointe d'argent à une pomme grenade de gueules, tigée et feuilleté de sinople; 2 parti en 1 d'or à quatre pals de gueules et en 2 écartelé en sautoir d'or aux quatre pals de gueules et d'argent à l'aigle de sable;II, tigée et feuilleté de sinople et en pointe écartelé en 1 de gueules à la fasce d'argent; 2, d'azur semé de fleurs de lys d'or à la bande componée d'argent et de gueules, en 3 bandé d'or et d'azur de six pièces, à la bordure de gueules 4, de sable au lion d'or, armé et lampassé de gueules; enté en pointe parti d'or au lion de sable armé, couronné et lampassé de gueules et d'argent à l'aigle éployé de gueules, membré et becqué d'or;sur le tout d'azur aux trois fleurs de lys d'or à la bourdure de gueules ; et en II, de Farnèse, d'or à six fleurs de lys d'azur posées 3, 2 et 1. |
|        | 1724-1742: Louise Élisabeth d'Orléans (1709 † 1742), femme de Louis Ier Deux écus accolés : celui des cupé : en chef parti en 1 écartelé en 1 et 4, de gueules au château d'or ouvert et ajouré d'azur et en 2 et 3 d'argent au lion de gueules armé, lampassé et couronné d'or enté en pointe d'argent à une pomme grenade de gueules, tigée et feuilleté de sinople; 2 parti en 1 d'or à quatre pals de gueules et en 2 écartelé en sautoir d'or aux quatre pals de gueules et d'argent à l'aigle de sable;II, tigée et feuilleté de sinople et en pointe écartelé en 1 de gueules à la fasce d'argent; 2, d'azur semé de fleurs de lys d'or à la bande componée d'argent et de gueules, en 3 bandé d'or et d'azur de six pièces, à la bordure de gueules 4, de sable au lion d'or, armé et lampassé de gueules; enté en pointe parti d'or au lion de sable armé, couronné et lampassé de gueules et d'argent à l'aigle éployé de gueules, membré et becqué d'or;sur le tout d'azur aux trois fleurs de lys d'or à la bourdure de gueules et celui des Bourbon Orléans, d'azur aux trois fleurs de lys d'or et au lambel d'argent.[réf. nécessaire] |
|        | 1746-1758: Marie-Barbara de Portugal (1711 † 1758), femme de Ferdinand VI Deux écus accolés : celui des cupé : en chef parti en 1 écartelé en 1 et 4, de gueules au château d'or ouvert et ajouré d'azur et en 2 et 3 d'argent au lion de gueules armé, lampassé et couronné d'or enté en pointe d'argent à une pomme grenade de gueules, tigée et feuilleté de sinople; 2 parti en 1 d'or à quatre pals de gueules et en 2 écartelé en sautoir d'or aux quatre pals de gueules et d'argent à l'aigle de sable;II, tigée et feuilleté de sinople et en pointe écartelé en 1 de gueules à la fasce d'argent; 2, d'azur semé de fleurs de lys d'or à la bande componée d'argent et de gueules, en 3 bandé d'or et d'azur de six pièces, à la bordure de gueules 4, de sable au lion d'or, armé et lampassé de gueules; enté en pointe parti d'or au lion de sable armé, couronné et lampassé de gueules et d'argent à l'aigle éployé de gueules, membré et becqué d'or;sur le tout d'azur aux trois fleurs de lys d'or à la bourdure de gueules et celui de Portugal, d'argent aux cinq écussons d'azur disposés en croix, chaque écusson chargé de cinq besants d'argent disposés en sautoir, à la bordure de gueules chargé de sept châteaux d'or, donjonnés de trois tours, ouverts et ajourés d'azur. |
|        | 1759-1760: Marie-Amélie de Saxe (1724 † 1818), femme de Charles III Deux écus accolés : celui des cupé : en chef parti en 1 écartelé en 1 et 4, de gueules au château d'or ouvert et ajouré d'azur et en 2 et 3 d'argent au lion de gueules armé, lampassé et couronné d'or enté en pointe d'argent à une pomme grenade de gueules, tigée et feuilleté de sinople; 2 parti en 1 d'or à quatre pals de gueules et en 2 écartelé en sautoir d'or aux quatre pals de gueules et d'argent à l'aigle de sable;II, tigée et feuilleté de sinople et en pointe écartelé en 1 de gueules à la fasce d'argent; 2, d'azur semé de fleurs de lys d'or à la bande componée d'argent et de gueules, en 3 bandé d'or et d'azur de six pièces, à la bordure de gueules 4, de sable au lion d'or, armé et lampassé de gueules; enté en pointe parti d'or au lion de sable armé, couronné et lampassé de gueules et d'argent à l'aigle éployé de gueules, membré et becqué d'or;sur le tout d'azur aux trois fleurs de lys d'or à la bourdure de gueules et celui de Pologne-Saxe, écartelé en 1 et 4 de Pologne, qui est de gueules, à l'aigle d'argent, becquée, languée, membrée, liée et couronnée d'or et en 2 et 3 de Lituanie qui est de gueules, à un chevalier, armé de toutes pièces d'argent, monté sur un cheval galopant du même, bridé d'or, caparaçonné d'azur, tenant de sa main dextre une épée et de sa senextre un bouclier ovale d'azur chargé d'une croix de Lorraine d'or, sur le tout de, sur le tout parti, en 1 de la dignité d'Archi-maréchal qui est coupé de sable et d'argent aux deux épées de gueules posées en sautoir et en 2 de Saxe qui est burelé de dix pièces de sable et d'or au crancelin de sinople, brochant en bande sur le tout. |
|        | 1788-1808/1819: Marie-Louise de Bourbon-Parme (1751 † 1819), femme de Charles IV Deux écus accolés : celui des Coupé de deux : en I, parti de trois : en 1, d'or à quatre pals de gueules, en 2, écartelé en sautoir d'or aux quatre pals de gueules et d'argent à l'aigle de sable, en 3, de gueules à la fasce d'argent et en 4, d'azur semé de fleurs de lys d'or à la bordure componée d'argent et de gueules ; en II, parti d'or à six fleurs de lys d'azur posées 3, 2 et 1 (ou 1,2,2,1) et d'or à six tourteaux mis en orle, cinq de gueules, celui en chef d'azur chargé de trois fleurs de lis d'or ; en III, parti bandé d'or et d'azur de six pièces, à la bordure de gueules et de sable, au lion d'or, armé et lampassé de gueules ; enté en pointe parti d'or, au lion de sable, armé et lampassé de gueules et d'argent à l'aigle éployé de gueules, membré et becqué d'or ; sur-le-tout, écartelé en 1 et 4, de gueules au château d'or ouvert et ajouré d'azur et en 2 et 3 d'argent au lion de gueules armé, lampassé et couronné d'or, enté en pointe du sur-le-tout d'argent à une pomme grenade de gueules, tigée et feuilleté de sinople ; sur-le-tout-du-tout d'azur aux trois fleurs de lys d'or à la bordure de gueules et celui de Bourbon-Parma, parti en 1, d'or à six fleurs de lys d'azur posées 3, 2 et 1 et en 2, d’argent, à la croix pattée de gueules cantonnée de quatre aigles de sable au vol abaissé ; sur-le-tout, écartelé en 1 et 4, de gueules au château d'or ouvert et ajouré d'azur et en 2 et 3 d'argent au lion de gueules armé, lampassé et couronné d'or, enté en pointe du sur-le-tout d'argent à une pomme grenade de gueules, tigée et feuilleté de sinople ; sur-le-tout-du-tout d'azur à trois fleurs de lys d'or à la bordure de gueules chargée de huit coquilles d'argent. |
|        | 1808-1813: Julie Clary (1771 † 1845), femme de Joseph Ier Bonaparte Deux écus accolés : celui des cupé : parti de un et coupé de deux : en 1, de gueules au château d'or ouvert et ajouré d'azur, en 2, d'argent au lion de gueules armé, lampassé et couronné d'or, en 3 d'or à quatre pals de gueules, en 4 de gueules aux chaînes d'or posées en orle, en croix et en sautoir, chargées en cœur d'une émeraude au naturel, en 5 d'argent à une pomme grenade de gueules, tigée et feuilleté de sinople et en 6 d'azur, le vieux et nouveau monde d'or entre les colonnes d'Hercule d'argent ; sur le tout de d'azur, à l'aigle d'or, la tête contournée, au vol abaissé, empiétant un foudre du même et celui de Clary, d'or à l'aigle éployée de sable, membrée, becquée et liée de gueules, au chef d'azur chargé d'un soleil d'or.[réf. nécessaire] |
|        | 1816-1818: Marie-Isabelle de Portugal (1797 † 1818), femme de Ferdinand VII Deux écus accolés : celui des Coupé de deux : en I, parti de trois : en 1, d'or à quatre pals de gueules, en 2, écartelé en sautoir d'or aux quatre pals de gueules et d'argent à l'aigle de sable, en 3, de gueules à la fasce d'argent et en 4, d'azur semé de fleurs de lys d'or à la bordure componée d'argent et de gueules ; en II, parti d'or à six fleurs de lys d'azur posées 3, 2 et 1 (ou 1,2,2,1) et d'or à six tourteaux mis en orle, cinq de gueules, celui en chef d'azur chargé de trois fleurs de lis d'or ; en III, parti bandé d'or et d'azur de six pièces, à la bordure de gueules et de sable, au lion d'or, armé et lampassé de gueules ; enté en pointe parti d'or, au lion de sable, armé et lampassé de gueules et d'argent à l'aigle éployé de gueules, membré et becqué d'or ; sur-le-tout, écartelé en 1 et 4, de gueules au château d'or ouvert et ajouré d'azur et en 2 et 3 d'argent au lion de gueules armé, lampassé et couronné d'or, enté en pointe du sur-le-tout d'argent à une pomme grenade de gueules, tigée et feuilleté de sinople ; sur-le-tout-du-tout d'azur aux trois fleurs de lys d'or à la bordure de gueules et celui de Portugal, d'argent aux cinq écussons d'azur disposés en croix, chaque écusson chargé de cinq besants d'argent disposés en sautoir, à la bordure de gueules chargé de sept châteaux d'or, donjonnés de trois tours, ouverts et ajourés d'azur.[réf. nécessaire] |
|        | 1819-1829 : Marie-Josèphe de Saxe (1803 † 1829), femme de Ferdinand VII Deux écus accolés : celui des Coupé de deux : en I, parti de trois : en 1, d'or à quatre pals de gueules, en 2, écartelé en sautoir d'or aux quatre pals de gueules et d'argent à l'aigle de sable, en 3, de gueules à la fasce d'argent et en 4, d'azur semé de fleurs de lys d'or à la bordure componée d'argent et de gueules ; en II, parti d'or à six fleurs de lys d'azur posées 3, 2 et 1 (ou 1,2,2,1) et d'or à six tourteaux mis en orle, cinq de gueules, celui en chef d'azur chargé de trois fleurs de lis d'or ; en III, parti bandé d'or et d'azur de six pièces, à la bordure de gueules et de sable, au lion d'or, armé et lampassé de gueules ; enté en pointe parti d'or, au lion de sable, armé et lampassé de gueules et d'argent à l'aigle éployé de gueules, membré et becqué d'or ; sur-le-tout, écartelé en 1 et 4, de gueules au château d'or ouvert et ajouré d'azur et en 2 et 3 d'argent au lion de gueules armé, lampassé et couronné d'or, enté en pointe du sur-le-tout d'argent à une pomme grenade de gueules, tigée et feuilleté de sinople ; sur-le-tout-du-tout d'azur aux trois fleurs de lys d'or à la bordure de gueules et celui de Saxe, Burelé de sable et d'or, au crancelin de sinople, brochant en bande sur le tout.[réf. nécessaire] |
|        | 1829-1833: Marie-Christine de Bourbon-Siciles (1806 † 1878), femme de Ferdinand VII Deux écus accolés : celui des Coupé de deux : en I, parti de trois : en 1, d'or à quatre pals de gueules, en 2, écartelé en sautoir d'or aux quatre pals de gueules et d'argent à l'aigle de sable, en 3, de gueules à la fasce d'argent et en 4, d'azur semé de fleurs de lys d'or à la bordure componée d'argent et de gueules ; en II, parti d'or à six fleurs de lys d'azur posées 3, 2 et 1 (ou 1,2,2,1) et d'or à six tourteaux mis en orle, cinq de gueules, celui en chef d'azur chargé de trois fleurs de lis d'or ; en III, parti bandé d'or et d'azur de six pièces, à la bordure de gueules et de sable, au lion d'or, armé et lampassé de gueules ; enté en pointe parti d'or, au lion de sable, armé et lampassé de gueules et d'argent à l'aigle éployé de gueules, membré et becqué d'or ; sur-le-tout, écartelé en 1 et 4, de gueules au château d'or ouvert et ajouré d'azur et en 2 et 3 d'argent au lion de gueules armé, lampassé et couronné d'or, enté en pointe du sur-le-tout d'argent à une pomme grenade de gueules, tigée et feuilleté de sinople ; sur-le-tout-du-tout d'azur aux trois fleurs de lys d'or à la bordure de gueules et celui de Bourbon-Sicile, qui est parti de deux, en I coupé d'or aux six fleurs de lys d'azur posées 3, 2 et 1, (qui est de Farnèse) et d'argent, à cinq écussons d'azur, posés en croix, les deux de flanc mis de côté, chaque écusson chargé de cinq besants du champ, posés en sautoir, à la bordure de gueules, chargée de neuf châteaux d'or, donjonnés de trois tours, ouverts et ajourés d'azur (qui est du Portugal), en II coupé écartelé en 1 et 4, de gueules au château d'or ouvert et ajouré d'azur (qui est de Castille) et en 2 et 3 d'argent au lion de gueules armé, lampassé et couronné d'or (qui est de leon) et d'azur semé de fleurs de lys d'or au lambel de gueules (qui est de Naples) et en III d'or à six tourteaux mis en orle, cinq de gueules, celui en chef d'azur chargé de trois fleurs de lis d'or (qui est de Toscane) ; sur le tout d'azur, à trois fleurs de lys d'or, à la bordure de gueules, (qui est d'Anjou).[réf. nécessaire] 1833-1878 : Marie-Christine de Bourbon-Siciles, reine douairière Parti en I, parti de trois : en 1, d'or à quatre pals de gueules, en 2, écartelé en sautoir d'or aux quatre pals de gueules et d'argent à l'aigle de sable, en 3, de gueules à la fasce d'argent et en 4, d'azur semé de fleurs de lys d'or à la bordure componée d'argent et de gueules ; en II, parti d'or à six fleurs de lys d'azur posées 3, 2 et 1 (ou 1,2,2,1) et d'or à six tourteaux mis en orle, cinq de gueules, celui en chef d'azur chargé de trois fleurs de lis d'or ; en III, parti bandé d'or et d'azur de six pièces, à la bordure de gueules et de sable, au lion d'or, armé et lampassé de gueules ; enté en pointe parti d'or, au lion de sable, armé et lampassé de gueules et d'argent à l'aigle éployé de gueules, membré et becqué d'or ; sur-le-tout, écartelé en 1 et 4, de gueules au château d'or ouvert et ajouré d'azur et en 2 et 3 d'argent au lion de gueules armé, lampassé et couronné d'or, enté en pointe du sur-le-tout d'argent à une pomme grenade de gueules, tigée et feuilleté de sinople ; sur-le-tout-du-tout d'azur aux trois fleurs de lys d'or à la bordure de gueules ; et en II, de Bourbon-Sicile, qui est parti de deux, en I coupé d'or aux six fleurs de lys d'azur posées 3, 2 et 1, (qui est de Farnèse) et d'argent, à cinq écussons d'azur, posés en croix, les deux de flanc mis de côté, chaque écusson chargé de cinq besants du champ, posés en sautoir, à la bordure de gueules, chargée de neuf châteaux d'or, donjonnés de trois tours, ouverts et ajourés d'azur (qui est du Portugal), en II coupé écartelé en 1 et 4, de gueules au château d'or ouvert et ajouré d'azur (qui est de Castille) et en 2 et 3 d'argent au lion de gueules armé, lampassé et couronné d'or (qui est de leon) et d'azur semé de fleurs de lys d'or au lambel de gueules (qui est de Naples) et en III d'or à six tourteaux mis en orle, cinq de gueules, celui en chef d'azur chargé de trois fleurs de lis d'or (qui est de Toscane) ; sur le tout d'azur, à trois fleurs de lys d'or, à la bordure de gueules, (qui est d'Anjou).[réf. nécessaire] |
|        | 1846-1868/1870 : François Ier, roi consort d'Espagne (1822 † 1902), mari d'Isabelle II, fils de l'infant François de Paule d'Espagne, petit-fils de Charles IV, roi d'Espagne. Coupé de deux : en I, parti de trois : en 1, d'or à quatre pals de gueules, en 2, écartelé en sautoir d'or aux quatre pals de gueules et d'argent à l'aigle de sable, en 3, de gueules à la fasce d'argent et en 4, d'azur semé de fleurs de lys d'or à la bordure componée d'argent et de gueules ; en II, parti d'or à six fleurs de lys d'azur posées 3, 2 et 1 (ou 1,2,2,1) et d'or à six tourteaux mis en orle, cinq de gueules, celui en chef d'azur chargé de trois fleurs de lis d'or ; en III, parti bandé d'or et d'azur de six pièces, à la bordure de gueules et de sable, au lion d'or, armé et lampassé de gueules ; enté en pointe parti d'or, au lion de sable, armé et lampassé de gueules et d'argent à l'aigle éployé de gueules, membré et becqué d'or ; sur-le-tout, écartelé en 1 et 4, de gueules au château d'or ouvert et ajouré d'azur et en 2 et 3 d'argent au lion de gueules armé, lampassé et couronné d'or, enté en pointe du sur-le-tout d'argent à une pomme grenade de gueules, tigée et feuilleté de sinople ; sur-le-tout-du-tout d'azur aux trois fleurs de lys d'or à la bordure de gueules. |
|        | 1870-1873 : Maria Vittoria dal Pozzo (1860 † 1876), femme d'Amédée Ier (Blason officieux) [réf. nécessaire] |
|        | 1878 : Mercedes d'Orléans (1860 † 1878), femme d'Alphonse XII (Blason officieux) parti en I, écartelé en 1 et 4, de gueules au château d'or ouvert et ajouré d'azur, qui est de Castille, et en 2 et 3 d'argent au lion de pourpre armé, lampassé et couronné d'or, qui est de León, enté en pointe du sur-le-tout d'argent à une pomme grenade de gueules, tigée et feuilleté de sinople, qui est de Grenade et sur le tout d'azur aux trois fleurs de lys d'or à la bourdure de gueules, qui est d'Anjou et en II, d'azur aux trois fleurs de lys d'or au lambel d'argent, qui est d'Orléans.[réf. nécessaire] |
|        | 1879-1929 : Marie-Christine de Teschen (1858 † 1929), femme d'Alphonse XII (Blason officieux) parti en I, écartelé en 1 et 4, de gueules au château d'or ouvert et ajouré d'azur, qui est de Castille, et en 2 et 3 d'argent au lion de gueules armé, lampassé et couronné d'or, qui est de León, enté en pointe du sur-le-tout d'argent à une pomme grenade de gueules, tigée et feuilleté de sinople, qui est de Grenade et sur le tout d'azur aux trois fleurs de lys d'or, qui est de France et en II, tiercé de pal d'or, au lion de gueules, armé et lampassé d'azur, qui est de Habsbourg, de gueules, à la fasce d'argent, qui est d'Autriche et d'or, à la bande de gueules, chargée de trois alérions d'agent, qui est de Lorraine. |
|        | 1906-1931/1941 : Victoire Eugénie de Battenberg (1887 † 1969), femme d'Alphonse XIII (Blason officieux) parti en I, écartelé en 1 et 4, de gueules au château d'or ouvert et ajouré d'azur, qui est de Castille, et en 2 et 3 d'argent au lion de gueules armé, lampassé et couronné d'or, qui est de León, enté en pointe du sur-le-tout d'argent à une pomme grenade de gueules, tigée et feuilleté de sinople, qui est de Grenade et sur le tout d'azur aux trois fleurs de lys d'or à la bordure de gueules, qui est d'Anjou et en II, écartelé en 1 et 4 de gueules, à trois léopards d'or (armé et lampassé d'azur), qui est d'Angleterre moderne, en 2 d'or, au lion de gueules, au double trescheur fleuronné et contre-fleuronné du même, qui est d'Écosse, en 3 d'azur, à la harpe d'or, cordée d'argent, qui est d'Irlande et sur le tout (écu ovale) écartelé en 1 et 4 d'azur, au lion burelé d'argent et de gueules, armé, lampassé et couronné d'or et à la bordure componée d'argent et de gueules, qui est de Hesse, en 2 et 3 d'argent, à deux pals de sable, qui est de Battenberg; à la bordure de gueules chargée de huit léopards d'or (armé et lampassé d'azur), qui est d'Angleterre moderne,. 1941-1969 : Victoire Eugénie de Battenberg, douairière (Blason officieux) parti en I, écartelé au 1 de gueules au château d'or couvert et ajouré d'azur, qui est de Castille, au 2 d'argent au lion de gueules armé, lampassé et couronné d'or, qui est de León, au 3 d'or aux quatre pals de gueules, qui est de Aragon, au 4 de gueules aux chaînes d'or posées en orle, en croix et en sautoir, chargées en cœur d'une émeraude au naturel, qui est de Navarre, accompagné en pointe d'argent à une pomme grenade de gueules tigé et feuillé de sinople, qui est de Grenade et sur le tout d'azur aux trois fleurs de lys d'or, qui est de France et en II, écartelé en 1 et 4 de gueules, à trois léopards d'or (armé et lampassé d'azur), qui est d'Angleterre moderne, en 2 d'or, au lion de gueules, au double trescheur fleuronné et contre-fleuronné du même, qui est d'Écosse, en 3 d'azur, à la harpe d'or, cordée d'argent, qui est d'Irlande et sur le tout écartelé en 1 et 4 d'azur, au lion burelé d'argent et de gueules, armé, lampassé et couronné d'or et à la bordure componée d'argent et de gueules, qui est de Hesse, en 2 et 3 d'argent, à deux pals de sable, qui est de Battenberg; à la bordure de gueules chargée de huit léopards d'or (armé et lampassé d'azur), qui est d'Angleterre moderne;[réf. nécessaire]. |
|        | 1941-1977 : María de las Mercedes de Bourbon-Siciles (1910 † 2000), femme de Jean de Bourbon, prétendant au trône (Blason officieux) parti en I, écartelé au 1 de gueules au château d'or couvert et ajouré d'azur, qui est de Castille, au 2 d'argent au lion de gueules armé, lampassé et couronné d'or, qui est de León, au 3 d'or aux quatre pals de gueules, qui est de Aragon, au 4 de gueules aux chaînes d'or posées en orle, en croix et en sautoir, chargées en cœur d'une émeraude au naturel, qui est de Navarre, accompagné en pointe d'argent à une pomme grenade de gueules tigé et feuillé de sinople, qui est de Grenade et sur le tout d'azur aux trois fleurs de lys d'or, qui est de France et en II, écartelé au I parti de deux, en 1 coupé d'or aux six fleurs de lys d'azur posées 3, 2 et 1, (qui est de Farnèse) et d'argent, à cinq écussons d'azur, posés en croix, les deux de flanc mis de côté, chaque écusson chargé de cinq besants du champ, posés en sautoir, à la bordure de gueules, chargée de neuf châteaux d'or, donjonnés de trois tours, ouverts et ajourés d'azur (qui est du Portugal), en 2 coupé écartelé en 1 et 4, de gueules au château d'or ouvert et ajouré d'azur (qui est de Castille) et en 2 et 3 d'argent au lion de gueules armé, lampassé et couronné d'or (qui est de leon) et d'azur semé de fleurs de lys d'or au lambel de gueules (qui est de Naples) et en 3 d'or à six tourteaux mis en orle, cinq de gueules, celui en chef d'azur chargé de trois fleurs de lis d'or (qui est de Toscane) ; sur le tout d'azur, à trois fleurs de lys d'or, à la bordure de gueules, (qui est d'Anjou); [réf. nécessaire]. 1977-2000 : María de las Mercedes de Bourbon-Siciles, après le renoncement de son époux (Blason officieux) parti en I, écartelé au 1 de gueules au château d'or couvert et ajouré d'azur, qui est de Castille, au 2 d'argent au lion de gueules armé, lampassé et couronné d'or, qui est de León, au 3 d'or aux quatre pals de gueules, qui est de Aragon, au 4 de gueules aux chaînes d'or posées en orle, en croix et en sautoir, chargées en cœur d'une émeraude au naturel, qui est de Navarre, accompagné en pointe d'argent à une pomme grenade de gueules tigé et feuillé de sinople, qui est de Grenade et sur le tout d'azur aux trois fleurs de lys d'or à la bourdure de gueules, qui est d'Anjou et en II, écartelé au I parti de deux, en 1 coupé d'or aux six fleurs de lys d'azur posées 3, 2 et 1, (qui est de Farnèse) et d'argent, à cinq écussons d'azur, posés en croix, les deux de flanc mis de côté, chaque écusson chargé de cinq besants du champ, posés en sautoir, à la bordure de gueules, chargée de neuf châteaux d'or, donjonnés de trois tours, ouverts et ajourés d'azur (qui est du Portugal), en 2 coupé écartelé en 1 et 4, de gueules au château d'or ouvert et ajouré d'azur (qui est de Castille) et en 2 et 3 d'argent au lion de gueules armé, lampassé et couronné d'or (qui est de leon) et d'azur semé de fleurs de lys d'or au lambel de gueules (qui est de Naples) et en 3 d'or à six tourteaux mis en orle, cinq de gueules, celui en chef d'azur chargé de trois fleurs de lis d'or (qui est de Toscane) ; sur le tout d'azur, à trois fleurs de lys d'or, à la bordure de gueules, (qui est d'Anjou);[réf. nécessaire]. |
|        | 1975- : Sophie de Grèce (1938), femme de Juan Carlos Ier d'Espagne, roi d'Espagne (Blason officieux) parti en I, écartelé au 1 de gueules au château d'or couvert et ajouré d'azur, qui est de Castille, au 2 d'argent au lion de gueules armé, lampassé et couronné d'or, qui est de León, au 3 d'or aux quatre pals de gueules, qui est de Aragon, au 4 de gueules aux chaînes d'or posées en orle, en croix et en sautoir, chargées en cœur d'une émeraude au naturel, qui est de Navarre, accompagné en pointe d'argent à une pomme grenade de gueules tigée et feuillée de sinople, qui est de Grenade et sur le tout d'azur aux trois fleurs de lys d'or à la bourdure de gueules, qui est d'Anjou et en II, d'azur à la croix alésée d'argent (qui est de Grèce), sur le tout Écartelé : à la croix pattée d'argent bordée de gueules, qui est le Danebrog, cantonnée en I, d'or, à neuf cœurs de gueules, posés en trois pals, à trois lions léopardés d'azur, armés et lampassés de gueules, couronnés du champ, brochant sur-le-tout (de Danemark) ; en II, d'or, à deux lions léopardés d'azur, armés et lampassés de gueules (de Schleswig) ; en III, coupé : À d'azur, à trois couronnes d'or (de Suède moderne) et B parti de gueules à une peau de morue d'argent tenue en pal par une traverse de sable, le tout couronné d'or et coupé d'azur (d'Islande ancien) à un bélier d'argent passant lampassé de gueules et armé d'or et d'azur à un ours polaire passant d'argent armé du premier ; en IV, coupé d'or au lion léopardé d'azur soutenu de neuf cœurs de gueules ordonnés 5 et 4 (du Royaume des Goths) et de gueules au dragon d'or (du Royaume des Vandales) ; sur-le-tout écartelé au 1 de gueules, à la feuille d'ortie d'argent (de Holstein) au 2 de gueules, au cygne d'argent, becqué, membré et colleté d'une couronne d'or (Stormarn), au 3 de gueules, au cavalier armé d'argent (Ditmarsie), au 4 de gueules à la tête de cheval coupée d'or (de Lauenbourg) ; sur-le-tout-du-tout parti d'or à deux fasces de gueules (de Oldenbourg) et d'azur, à la croix pattée, au pied fiché d'or (de Delmenhorst) |
|        | 2014- : Letizia Ortiz (1972), femme de Felipe VI d'Espagne, roi d'Espagne (Blason officieux) parti en I, écartelé au 1 de gueules au château d'or couvert et ajouré d'azur, qui est de Castille, au 2 d'argent au lion pourpre armé, lampassé de gueules et couronné de d'or, qui est de León, au 3 d'or aux quatre pals de gueules, qui est de Aragon, au 4 de gueules aux chaînes d'or posées en orle, en croix et en sautoir, chargées en cœur d'une émeraude au naturel, qui est de Navarre, accompagné en pointe d'argent à une pomme grenade de gueules tigé et feuillé de sinople, qui est de Grenade et sur le tout d'azur aux trois fleurs de lys d'or à la bourdure de gueules, qui est d'Anjou; et en II, écartelé en 1 et 4 d'azur à une étoile (8) d'or, à la bordure échiqueté de deux tires d'argent et de gueules, qui est de Ortiz, en 2 et 3 d'or, à la rose de gueules, boutonnée et pointée de sinople, qui est de Rocasolano,. |

### Les princes des Asturies jusqu'en 1931
| Figure | Blasonnement |
| ------ | --- |
|        | 1478 - 1497 écartelé en 1 et 4 contre-écartelé en 1 et 4, de gueules au château d'or ouvert et ajouré d'azur et en 2 et 3 d'argent au lion de gueules armé, lampassé et couronné d'or, et en 2 et 3 parti en 1 d'or à quatre pals de gueules et en 2 écartelé en sautoir d'or aux quatre pals de gueules et d'argent à l'aigle de sable, accompagné en pointe d'argent à une pomme grenade de gueules, tigée et feuilleté de sinople. |
|        | 1528 - 1556 coupé : en chef parti en 1 écartelé en 1 et 4, de gueules au château d'or ouvert et ajouré d'azur et en 2 et 3 d'argent au lion de gueules armé, lampassé et couronné d'or, en 2 parti en 1 d'or à quatre pals de gueules et en 2 écartelé en sautoir d'or aux quatre pals de gueules et d'argent à l'aigle de sable, accompagné en pointe d'argent à une pomme grenade de gueules, tigée et feuilleté de sinople et en pointe écartelé en 1 de gueules à la fasce d'argent, en 2 d'azur semé de fleurs de lys d'or à la bordure componée d'argent et de gueules, en 3 bandé d'or et d'azur de six pièces, à la bordure de gueules et en 4 de sable au lion d'or, armé et lampassé de gueules, sur le tout parti d'or au lion de sable armé, couronné et lampassé de gueules et d'argent à l'aigle éployé de gueules, membré et becqué d'or, au lambel d'azur ou d'argent posé sur le tout,. |
|        | 1560 - 1568 coupé : en chef parti en 1 écartelé en 1 et 4, de gueules au château d'or ouvert et ajouré d'azur et en 2 et 3 d'argent au lion de gueules armé, lampassé et couronné d'or, en 2 parti en 1 d'or à quatre pals de gueules et en 2 écartelé en sautoir d'or aux quatre pals de gueules et d'argent à l'aigle de sable, accompagné en pointe d'argent à une pomme grenade de gueules, tigée et feuilleté de sinople et en pointe écartelé en 1 de gueules à la fasce d'argent en 2 d'azur semé de fleurs de lys d'or à la bordure componée d'argent et de gueules, en 3 bandé d'or et d'azur de six pièces, à la bordure de gueules et en 4 de sable au lion d'or, armé et lampassé de gueules, sur le tout parti d'or au lion de sable armé, couronné et lampassé de gueules et d'argent à l'aigle éployé de gueules, membré et becqué d'or, au lambel d'azur posé sur le tout,. |
|        | 1584 - 1665 coupé : en chef parti en 1 écartelé en 1 et 4, de gueules au château d'or ouvert et ajouré d'azur et en 2 et 3 d'argent au lion de gueules armé, lampassé et couronné d'or, en 2 parti en 1 d'or à quatre pals de gueules et en 2 écartelé en sautoir d'or aux quatre pals de gueules et d'argent à l'aigle de sable, accompagné en pointe d'argent à une pomme grenade de gueules, tigée et feuilleté de sinople sur le tout d'argent au cinq écus d'azur disposés en croix, chaque écu chargé de cinq besants d'argent, à la bordure de gueules chargée d'onze châteaux d'or et en pointe écartelé en 1 de gueules à la fasce d'argent, en 2 d'azur semé de fleurs de lys d'or à la bordure componée d'argent et de gueules, en 3 bandé d'or et d'azur de six pièces, à la bordure de gueules et en 4 de sable au lion d'or, armé et lampassé de gueules, sur le tout parti d'or au lion de sable armé, couronné et lampassé de gueules et d'argent à l'aigle éployé de gueules, membré et becqué d'or, au lambel d'azur posé sur le tout,.                                                                                      |
|        | 1707 - 1761 Coupé : en chef parti en 1 écartelé en 1 et 4, de gueules au château d'or ouvert et ajouré d'azur et en 2 et 3 d'argent au lion de gueules armé, lampassé et couronné d'or enté en pointe d'argent à une pomme grenade de gueules, tigée et feuilleté de sinople; 2 parti en 1 d'or à quatre pals de gueules et en 2 écartelé en sautoir d'or aux quatre pals de gueules et d'argent à l'aigle de sable;II, tigée et feuilleté de sinople et en pointe écartelé en 1 de gueules à la fasce d'argent; 2, d'azur semé de fleurs de lys d'or à la bande componée d'argent et de gueules, en 3 bandé d'or et d'azur de six pièces, à la bordure de gueules 4, de sable au lion d'or, armé et lampassé de gueules; enté en pointe parti d'or au lion de sable armé, couronné et lampassé de gueules et d'argent à l'aigle éployé de gueules, membré et becqué d'or; sur le tout d'azur aux trois fleurs de lys d'or à la bourdure de gueules. |
|        | 1761 - 1931 Coupé de deux : en I, parti de trois : en 1, d'or à quatre pals de gueules, en 2, écartelé en sautoir d'or aux quatre pals de gueules et d'argent à l'aigle de sable, en 3, de gueules à la fasce d'argent et en 4, d'azur semé de fleurs de lys d'or à la bordure componée d'argent et de gueules ; en II, parti d'or à six fleurs de lys d'azur posées 3, 2 et 1 (ou 1,2,2,1) et d'or à six tourteaux mis en orle, cinq de gueules, celui en chef d'azur chargé de trois fleurs de lis d'or ; en III, parti bandé d'or et d'azur de six pièces, à la bordure de gueules et de sable, au lion d'or, armé et lampassé de gueules ; enté en pointe parti d'or, au lion de sable, armé et lampassé de gueules et d'argent à l'aigle éployé de gueules, membré et becqué d'or ; sur-le-tout, écartelé en 1 et 4, de gueules au château d'or ouvert et ajouré d'azur et en 2 et 3 d'argent au lion de gueules armé, lampassé et couronné d'or, enté en pointe du sur-le-tout d'argent à une pomme grenade de gueules, tigée et feuilleté de sinople ; sur-le-tout-du-tout d'azur aux trois fleurs de lys d'or à la bordure de gueules. |
|        | 2001 - 2014 Ecartelé au 1 de gueules au château d'or couvert et ajouré d'azur, au 2 d'argent au lion de pourpre armé, lampassé de gueules et couronné d'or, au 3 d'or aux quatre pals de gueules, au 4 de gueules aux chaînes d'or posées en orle, en croix et en sautoir, chargées en cœur d'une émeraude au naturel, accompagné en pointe d'argent à une pomme grenade de gueules tigé et feuillé de sinople et sur le tout d'azur aux trois fleurs de lys d'or à la bourdure de gueules, au lambel d'azur posé sur le tout. |

#### Autres membres la famille royale décédés

##### Habsbourg
Pour l'armorial des Habsbourg décédés, voir ici.

##### Bourbons
Pour l'armorial d'autres membres  décédés de maison de Bourbon, voir ici.

### Couronne d'Aragon
| Figure | Blasonnement |
| ------ | --- |
|        | Aragon (royaume) armes initiales : D'azur, à la croix pattée au pied fiché d'or |
|        | 1177 : D'or à quatre pals de gueules (armes du comté de Barcelone devenues celles des rois d'Aragon après qu'Alphonse Ier, comte de Barcelone, devint roi d'Aragon)                                                                                                   |
|        | 1412 : acquisition de la Sicile : Parti en 1 d'or à quatre pals de gueules et en 2 écartelé en sautoir d'or aux quatre pals de gueules et d'argent à l'aigle de sable.                                                                                                |
|        | 1458-1469 : Jean II, roi d'Aragon et de Navarre : Écartelé, en 1 et 4 d'or à quatre pals de gueules et en 2 et 3 de gueules aux chaînes d'or posées en orle, en croix et en sautoir, chargées en cœur d'une émeraude au naturel.                                      |
|        | Majorque (royaume) D'or à quatre pals de gueules et à la bande d'azur. Ces armes sont une création moderne. Les rois de Majorque portaient, quant à eux : d'or à trois pals de gueules[réf. nécessaire] ou, selon l'Armorial de Gelre, de gueules à quatre pals d'or. |

#### Maison d'Aragon
Pour l'armorial de la maison royale, ici.

### Couronne de Castille
| Figure | Blasonnement |
| ------ | --- |
|        | León (royaume) D'argent au lion de pourpre armé, lampassé et couronné d'or. parfois : d'argent au lion de gueules armé, lampassé et couronné d'or. Armes parlantes.                                                                          |
|        | Castille (royaume) De gueules au château d'or ouvert et ajouré d'azur. Armes parlantes (le château renvoie à Castille). |
|        | Castille-et-León (royaume) Écartelé en 1 et 4, de gueules au château d'or ouvert et ajouré d'azur et en 2 et 3 d'argent au lion de pourpre armé, lampassé et couronné d'or. Parfois, le lion de pourpre est remplacé par un lion de gueules. |

#### Maison de Castille
Pour l'armorial de 
la maison royale, ici.

### Royaume de Navarre
| Figure | Blasonnement |
| ------ | --- |
|        | Navarre (royaume) de gueules, aux rais d'escarboucle d'or de gueules, aux rais d'escarboucle, réunies en orle d'or et allumées en cœur de sinople. de gueules aux chaînes d'or posées en orle, en croix et en sautoir, chargées en cœur d'une émeraude au naturel. |
|        | Maison de Champagne : mi-parti, en 1 de gueules aux chaînes d'or posées en orle, en croix et en sautoir, chargées en cœur d'une émeraude au naturel, et en 2 d'azur à la bande d'argent côtoyée de deux doubles cotices potencées et contre-potencées d'or. Maison de France : mi-parti en 1 d'azur semé de fleurs de lys d'or et en 2 de gueules aux chaînes d'or posées en orle, en croix et en sautoir, chargées en cœur d'une émeraude au naturel. |
|        | Maison d'Evreux : écartelé en 1 et 4 d'azur semé de fleurs de lys d'or à la bande componée d'argent et de gueules, en 2 et 3 de gueules aux chaînes d'or posées en orle, en croix et en sautoir, chargées en cœur d'une émeraude au naturel. Maison d'Aragon : écartelé, en 1 et 4 d'or à quatre pals de gueules et en 2 et 3 de gueules aux chaînes d'or posées en orle, en croix et en sautoir, chargées en cœur d'une émeraude au naturel,. |
|        | Maison de Foix-Béarn : écartelé, en 1 de gueules aux chaînes d'or posées en orle, en croix et en sautoir, chargées en cœur d'une émeraude au nature, en 2 d'or aux trois pals de gueules, en 3 d'or aux deux vaches de gueules, accornées, colletées et clarinées d'azur, passant l'une sur l'autre et en 4 d'azur semé de fleurs de lys d'or à la bande componée d'argent et de gueules ; sur le tout d'or aux deux lions léopardés de gueules, armés et lampassés d'azur, passant l'un sur l'autre. Maison d'Albret : parti de deux et coupé d'un : 1, de gueules aux chaînes d'or posées en orle, en croix et en sautoir, chargées en cœur d'une émeraude au nature; en 2, contre-écartelé en 1 et 4 d'azur aux trois fleurs de lys d'or et en 2 et 3 de gueules; en 3, d'or aux quatre pals de gueules; en 4, contre-écartelé en 1 et 4 d'or aux trois pals de gueules, en 2 et 3 d'or aux deux vaches de gueules, accornées, colletées et clarinées d'azur, passant l'une sur l'autre; en 5, d'azur à trois fleurs de lys d'or à la bande componée d'argent et de gueules ;et en 6, contre-écartelé en sautoir d'or aux quatre pals de gueules et de gueules au château d'or ouvert et ajouré d'azur et d'argent au lion de gueules armé, lampassé et couronné d'or; sur-le-tout d'or aux deux lions léopardés de gueules, armés et lampassés d'azur, passant l'un sur l'autre. |
|        | Antoine de Bourbon, roi de Navarre : écartelé, en 1 et 4 de gueules aux chaînes d'or posées en orle, en croix et en sautoir, chargées en cœur d'une émeraude au nature, en 2 d'azur aux trois fleurs de lys d'or à la bande de gueules, en 3 d'or aux deux vaches de gueules, accornées, colletées et clarinées d'azur, passant l'une sur l'autre. |
|        | Maison de Habsbourg - Espagne : de gueules, aux rais d'escarboucle d'or. |
|        | 1516-1556 : Charles IV/Ier (Armoiries utilisées en Navarre) Écartelé en 1 de gueules aux chaînes d'or posées en orle, en croix et en sautoir, chargées en cœur d'une émeraude au naturel, en 2 contre-écartelé en 1 et 4, de gueules au château d'or ouvert et ajouré d'azur et en 2 et 3 d'argent au lion de gueules armé, lampassé et couronné d'or, en 3 d'or écartelé en sautoir d'or aux quatre pals de gueules et d'argent à l'aigle de sable et en 4 d'or aux quatre pals de gueules, le tout accompagné en pointe d'argent à une pomme grenade de gueules, tigée et feuilleté de sinople. |
|        | 1556-1700 : Maison de Habsbourg (Armoiries royales de l'Espagne utilisées en Navarre) Coupé : en chef parti en 1 écartelé en 1 et 4, de gueules au château d'or ouvert et ajouré d'azur et en 2 et 3 d'argent au lion de gueules armé, lampassé et couronné d'or, en 2 parti en 1 parti de mi-parti d'or à quatre pals de gueules et en 2 écartelé en sautoir d'or aux quatre pals de gueules et d'argent à l'aigle de sable, en 2 parti en 1 d'argent à la croix potencé d'or et en 2 burelé de gueules et d'argent de huit pièces, sur le tout de gueules, aux rais d'escarboucle d'or et en pointe écartelé en 1 de gueules à la fasce d'argent, en 2 d'azur semé de fleurs de lys d'or à la bordure componée d'argent et de gueules, en 3 bandé d'or et d'azur de six pièces, à la bordure de gueules et en 4 de sable au lion d'or, armé et lampassé de gueules, sur le tout parti d'or au lion de sable armé, couronné et lampassé de gueules et d'argent à l'aigle éployé de gueules, membré et becqué d'or, le tout accompagné en pointe d'argent à une pomme grenade de gueules, tigée et feuilleté de sinople. En 1580, Philippe IV/II, devient roi de Portugal et ajoute les armes du Portugal dans la troisième partition. Cette division sera supprimée en 1640, avec la perte du royaume du Portugal. Coupé : en chef parti en 1 écartelé en 1 et 4, de gueules au château d'or ouvert et ajouré d'azur et en 2 et 3 d'argent au lion de gueules armé, lampassé et couronné d'or, en 2 parti en 1 parti de mi-parti d'or à quatre pals de gueules et en 2 écartelé en sautoir d'or aux quatre pals de gueules et d'argent à l'aigle de sable, en 2 parti en 1 d'argent à la croix potencé d'or et en 2 burelé de gueules et d'argent de huit pièces, sur le tout de gueules, aux rais d'escarboucle d'or et en pointe écartelé en 1 parti en 1 de gueules à la fasce d'argent et en 2 d'argent au cinq écus d'azur disposés en croix, chaque écu chargé de cinq besants d'argent, en 2 d'azur semé de fleurs de lys d'or à la bordure componée d'argent et de gueules, en 3 bandé d'or et d'azur de six pièces, à la bordure de gueules et en 4 de sable au lion d'or, armé et lampassé de gueules, sur le tout parti d'or au lion de sable armé, couronné et lampassé de gueules et d'argent à l'aigle éployé de gueules, membré et becqué d'or, le tout accompagné en pointe d'argent à une pomme grenade de gueules, tigée et feuilleté de sinople. |
|        | Maison de Bourbon - Espagne : de gueules, aux chaînes d'or posées en orle, en croix et en sautoir, chargées en cœur d'une émeraude au naturel. |
|        | 1700-1714 : Philippe VII/V (Armoiries utilisées en Navarre) Coupé : en chef parti en 1 écartelé en 1 et 4, de gueules au château d'or ouvert et ajouré d'azur et en 2 et 3 d'argent au lion de gueules armé, lampassé et couronné d'or accompagné en pointe d'argent à une pomme grenade de gueules, tigée et feuilleté de sinople, en 2 parti en 1 d'or à quatre pals de gueules et en 2 écartelé en sautoir d'or aux quatre pals de gueules et d'argent à l'aigle de sable, sur le tout de gueules, aux chaînes d'or posées en orle, en croix et en sautoir, chargées en cœur d'une émeraude au naturel; et en pointe écartelé en 1 de gueules à la fasce d'argent, en 2 d'azur semé de fleurs de lys d'or à la bordure componée d'argent et de gueules, en 3 bandé d'or et d'azur de six pièces, à la bordure de gueules et en 4 de sable au lion d'or, armé et lampassé de gueules, sur le tout parti d'or au lion de sable armé, couronné et lampassé de gueules et d'argent à l'aigle éployé de gueules, membré et becqué d'or. |
|        | Maison de Bourbon - France : Deux écus accolés : celui d'azur à trois lys d'or et celui de gueules aux chaînes d'or posées en orle, en croix et en sautoir, chargées en cœur d'une émeraude au naturel. |

#### Maison de Navarre
Pour l'armorial de la maison royale, ici.

### Grenade
| Figure | Blasonnement |
| ------ | --- |
|        | Grenade (Émirat) Les émirs nasrides, possédaient des armoiries présentant la devise wa lā gāliba illā-llāh (Et il n'y a pas de vainqueur, sinon Dieu). |
|        | Grenade (royaume) Lorsque le royaume fut reconquis par les Rois Catholiques, ils voulurent marquer l'unification de l'Espagne et il ne fut naturellement pas question de mettre une devise islamique ou arabe sur leurs armoiries. Ils symbolisèrent le royaume par des armes parlantes : d'argent à une pomme grenade d'or ouverte de gueules, tigée et feuilleté de sinople. Armes parlantes. |

## Royaume dePortugal

### Portugal
| Figure | Blasonnement |
| ------ | --- |
|        | Royaume de Portugal D'argent à cinq écussons d'azur en croix, chargés chacun de cinq besants en sautoir, le tout augmenté d'une bordure de gueules à sept châteaux d'or ouverts d'azur. |

### Évolution des armoiries du Royaume de Portugal
Différences entre dessin et blasonnement : 

L'évolution des armoiries du Royaume de Portugal, présenté dans cet article, ne correspond pas au réel, conformément à toutes les évidences historiques. Apparemment, il se base seulement sur des informations incorrectes du site www.heraldique-europeenne.org.

La réelle évolution des armes de Portugal peut être vue dans L'évolution des drapeaux de Portugal (site do Gouvernement du Portugal) et dans Les glorieux drapeaux de Portugal (site de la Société Historique de l'Indépendance du Portugal).
| Figure | Blasonnement |
| ------ | --- |
|        | environ 1160 - environ 1180 Rois de Portugal: Alphonse Ier de 1160 environ à 1180 : d'argent à la croix d'azur. À partir de 1180 : d'argent aux cinq écussons d'azur disposés en croix, l'écussons latérales couchés, chaque écusson semé de besants d'argent. Le nombre de besans sur les écus diminue ensuite et se stabilise à cinq vers 1230. |
|        | environ 1230 - 1247 Rois de Portugal: de Alphonse Ier à Sanche II d'argent aux cinq écussons d'azur disposés en croix, l'écussons latérales couchés, chaque écusson aux cinq besants d'argent. |
|        | 1247 - 1385 Rois de Portugal: de Alphonse III à Ferdinand Ier d'argent aux cinq écussons d'azur disposés en croix, l'écussons latérales couchés, chaque écusson chargé de cinq besants d'argent disposés en sautoir, à la bordure de gueules chargé de onze châteaux d'or, donjonnés de trois tours, ouverts et ajourés d'azur. |
|        | 1385 - 1475 et 1479 - 1481 Rois de Portugal: de Jean Ier à Jean II d'argent au cinq écussons d'azur disposés en croix, l'écussons latérales couchés, chaque écusson chargé de cinq besants d'argent disposés en sautoir, à la bordure de gueules chargée de neuf châteaux d'or, donjonnés de trois tours, ouverts et ajourés d'azur et chargé des quatre bouts évidents d'une croix fleurdelisé de sinople. |
|        | 1475 - 1479 Roi de Portugal, de Léon et de Castille - Alphonse V portait des armes écartelé de Portugal-Aviz et de Castille-Leon pendant la Guerre de Succession de Castille écartelé en 1 et 4 d'argent aux cinq écussons d'azur disposés en croix, l'écussons latérales couchés, chaque écusson chargé de cinq besants d'argent disposés en sautoir, à la bordure de gueules chargée de neuf châteaux d'or, donjonnés de trois tours, ouverts et ajourés d'azur et chargé des quatre bouts évidents d'une croix fleurdelisé de sinople, et en 2 et 3 contre-écartelé en 1 et 4, de gueules au château d'or ouvert et ajouré d'azur et en 2 et 3 d'argent au lion de pourpre armé, lampassé et couronné d'or. |
|        | 1481 - 1485 Rois de Portugal: Jean II d'argent aux cinq écussons d'azur disposés en croix, chaque écusson chargé de cinq besants d'argent disposés en sautoir, à la bordure de gueules chargé de sept châteaux d'or, donjonnés de trois tours, ouverts et ajourés d'azur. |
|        | 1485 - 1910 Rois de Portugal: de Jean II à Manuel II Reforme de 1485, de Jean II - portés ensuite par les Rois de Portugal qui lui succèdent jusqu'à la fin de la monarchie. |

### Armoiries de la famille royale (système de la maison de Bragance)
| Figure | Blasonnement |
| ------ | --- |
|        | Armoiries des Rois de Portugal Roi ou reine régnant: Armoiries de Portugal, Couronne royale Roi ou reine consort: Parti, en I de Portugal, en II les armes du consort, couronne royale |
|        | Armoiries des princes de Portugal Prince royal de Portugal: De Portugal, au lambel d'or de trois pendants brochant sur le tout, couronne de prince Prince de Beira: De Portugal, au lambel d'or de trois pendants brochant sour le tout, chaque pendant chargé d'un bouton de rose, couronne de prince |
|        | Armoiries des infants de Portugal Premier infant: De Portugal, au lambel d'or de trois pendants brochant sur le tout, le pendant dextre chargé d'une billette aux armes de la mère de l'infant, couronne de duc Second infant: De Portugal, au lambel d'or de trois pendants brochant sur le tout, les deux pendants extérieurs chargés d'une billette aux armes de la mère de l'infant, couronne de duc Autres infants: De Portugal, au lambel d'or de trois pendants brochant sur le tout, les pendants chargés d'une billette aux armes de la mère de l'infant, couronne de duc |
|        | Armoiries des infantes de Portugal Toutes les infantes: Ecu en losange parti, en I d'argent plain, en II de Portugal. Après le mariage de l'infantes, la partie d'argent est occupée par les armoiries du mari. |